# Проспект Свободи (Львів)
Проспе́кт Свобо́ди у Львові — центральна вулиця Львова, одна з найкрасивіших і найпрестижніших у місті, епіцентр ділового й культурного життя. В архітектурі проспекту Свободи переплелися риси сецесії й еклектики, що живиться історичними стилями класицизму, неоренесансу та бароко. Загальна довжина проспекту становить близько 575 метрів. З південного боку він обмежений площею Міцкевича, а з північного — вулицею Городоцькою, за якою проспект Свободи переходить у проспект В'ячеслава Чорновола (колишня вул. 700-річчя Львова).

## Назва проспекту

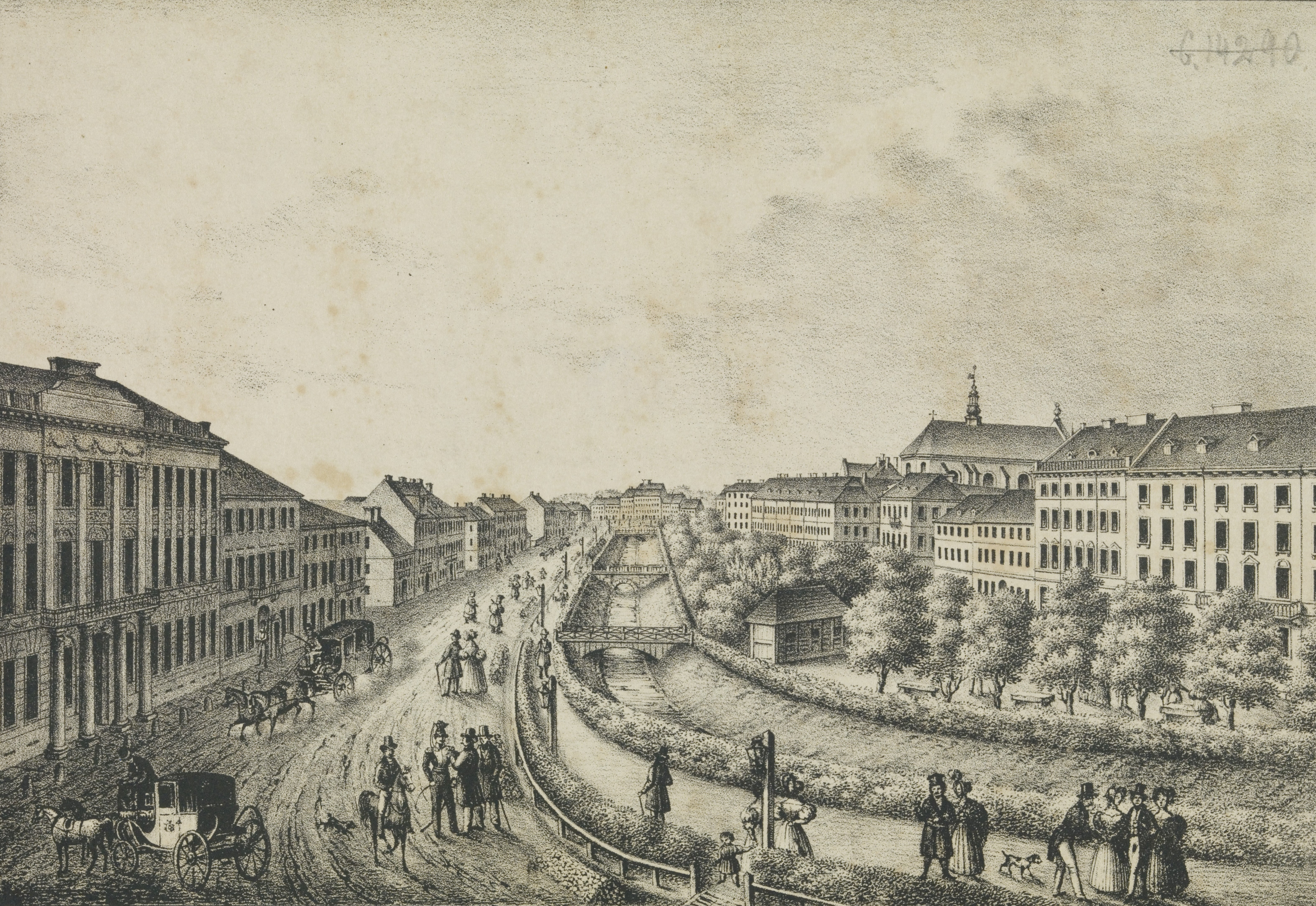
Проспект Свободи (Львів, до 1840 р.)

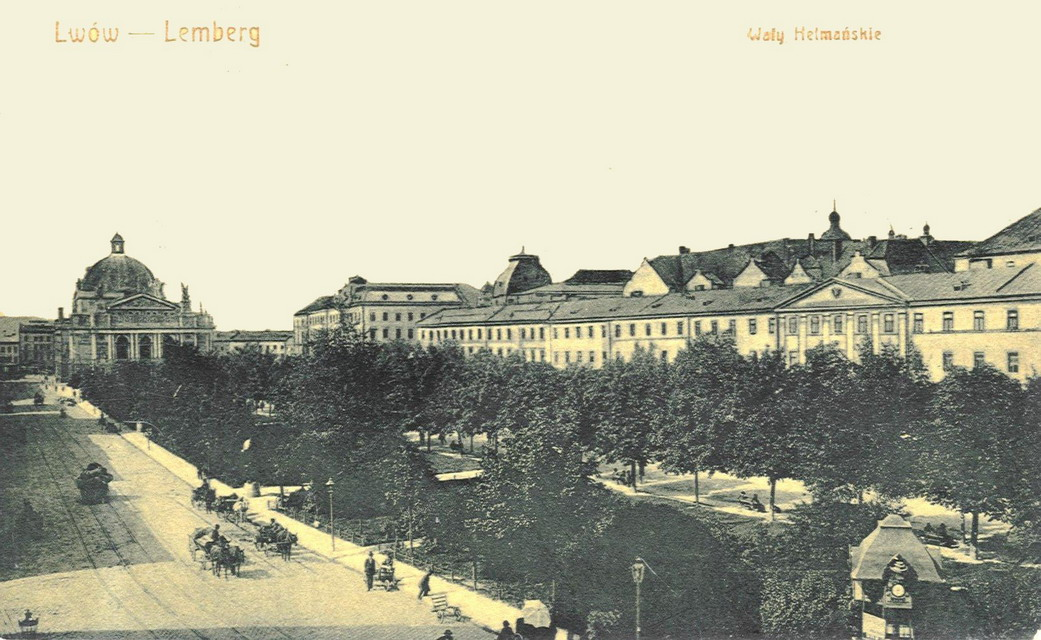
Вулиці Гетьманська й Карла Людвіга у 1905 році

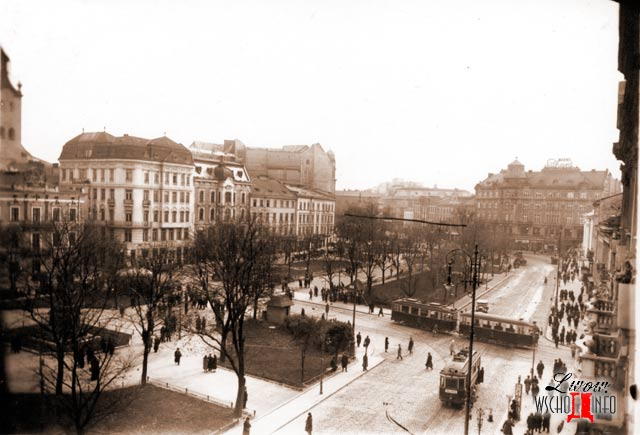
Електротрамваї на Гетманьських Валах

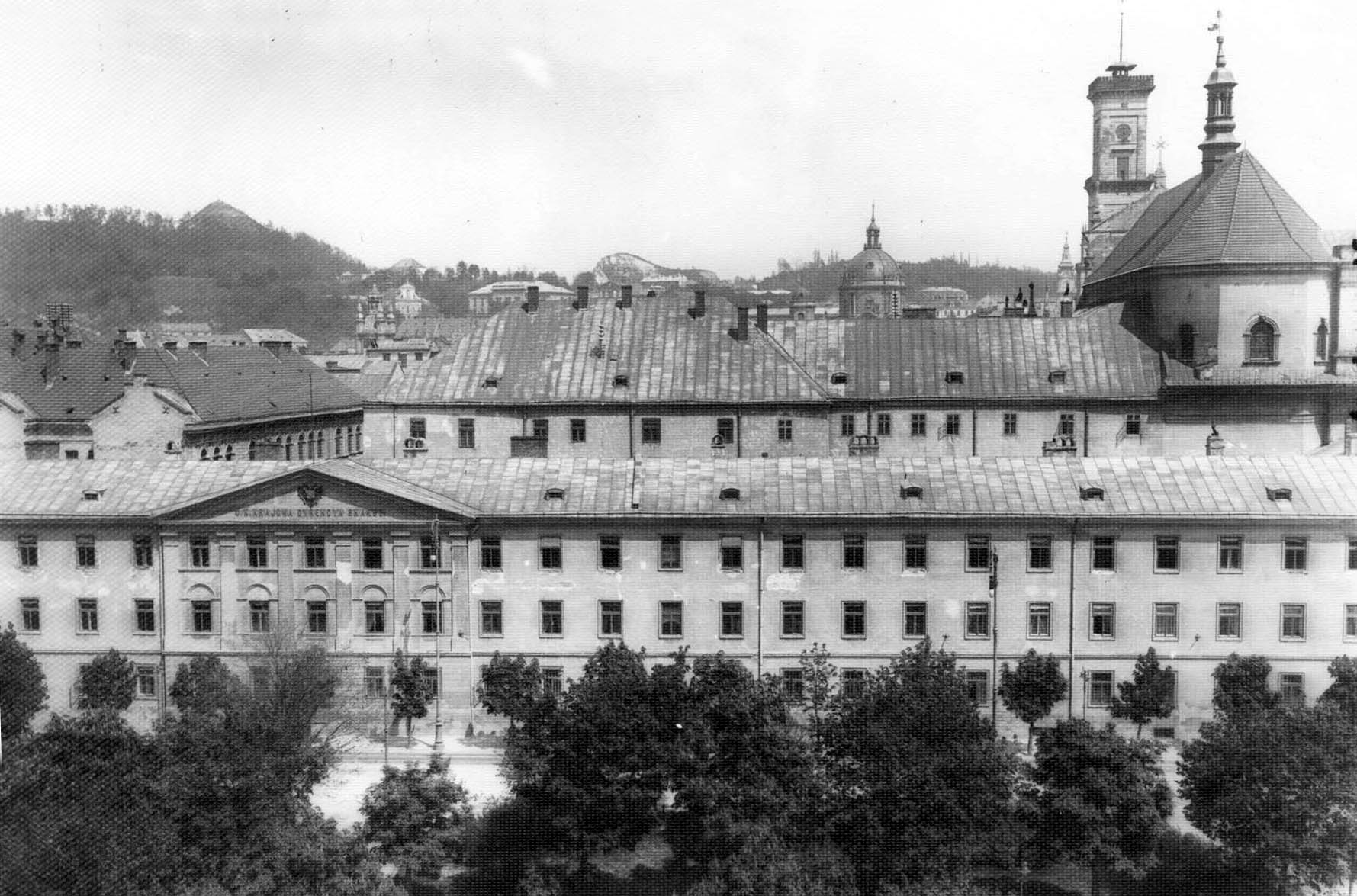
На передньому плані не існуючі сьогодні будинки

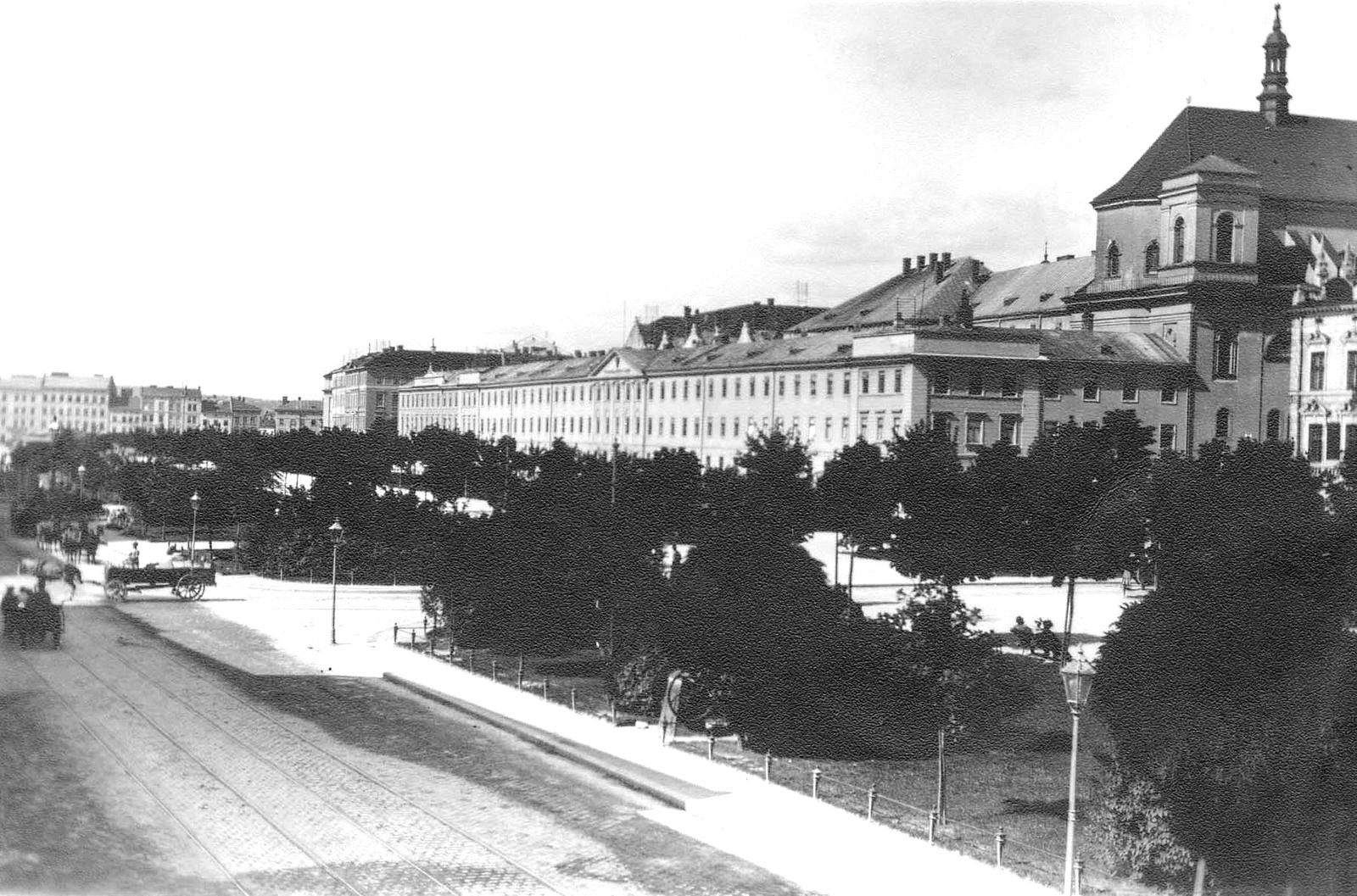
Проспект Свободи

Зміна політичної ситуації у Львові знаходила своє відображення у зміні назви його головної вулиці. З кінця XVIII століття проспект мав назву Нижні Вали, з 1855 року його непарний бік мав назву Карла Людвіга нижня, парний — Карла Людвіга верхня, з 1871 року непарний бік — Карла Людвіга, а парний — Гетьманська. У 1919 року непарну сторону, названу ім'ям австрійського ерцгерцога, польська влада перейменувала на вулицю Легіонів. Однак у міській польській говірці обидві частини проспекту до того часу уже отримали усталену назву — Гетма́нські Вали (пол. Wały Hetmańskie). У 1940 році радянська окупаційна влада перейменувала бульвар на вулицю 1-го Травня. Німецько-нацистська окупаційна влада знову розділила проспект на дві сторони: парну сторону стали називати Опернштрассе (Opernstraße), непарну — Музеумштрассе (Museumstraße); в 1942 році їх об'єднали в Адольф Гітлер пляц (Adolf-Hitler-Platz). У 1944 році на короткий час повернули назви обидвох частин бульвару — вулиці Легіонів і Гетьманська. З 1945 — знову 1-го Травня. З 1959 — проспект Леніна, з 1990 року — проспект Свободи.

## Історія проспекту
Після приєднання Галичини у 1772 році до Габсбурзької монархії почали розбирати львівські оборонні мури, які на той час перебували в жалюгідному стані. У результаті ліквідації західної лінії укріплень утворили сучасні площі Міцкевича та Підкови (колись — площа святого Духа), а також парну сторону проспекту Свободи. Західна частина львівських міських укріплень складалася з Високої стіни (на якій стояли вежі різників, ковалів і слюсарів, торговців, пекарів), Низького замку (зі шляхетською й кутовою вежами) і Нижнього валу з артилерійськими бастіонами Фарським, Гетьманським і Міським).
У свою чергу, непарна сторона проспекту утворена з лівого берегу Полтви, який до ліквідації укріплень був болотистою місцевістю, на якій стояли де-не-де невеликі будиночки жителів передмістя та лепрозорій.
На місці, де нині розташований пам'ятник Шевченкові, у XVII—XVIII століттях споруджували невеликі тимчасові театри. У 1787 році в костелі Святого Хреста, який існував на місці нинішнього Національного музею, було відкрито перший стаціонарний львівський театр.
Формування проспекту Свободи — фактично другого (після площі Ринок) історичного центру Львова — розпочали в 1780-х роках. До 1800 року укріплення валів були переплановані — так сформували бульвар (Нижні Вали, з рядами тополь і пішохідною алеєю вздовж Полтви. З початку XIX століття прогулянки бульваром стали модними, на ньому з'явилися кіоски.
27 січня 1836 року в будівлі дирекції львівської поліції, яка розташовувалася на місці сучасного «Гранд-готелю», народився австрійський письменник Леопольд фон Захер-Мазох (від його прізвища утворено поняття мазохізм). Захер-Мазох народився в службовій квартирі свого батька Леопольда Захера, тодішнього очільника львівської поліції.
З 1858 року Нижні Вали почали освітлювати газовими ліхтарями замість олійних. У 1887—1888 роках інженер Вацлав Ібянський накрив Полтву бетонними склепіннями в районі бульвару, а нові насадження дерев і квітів розробив відомий майстер садово-паркового мистецтва — інженер міських плантацій Арнольд Рерінґ. Уздовж непарної сторони бульвару в 1888 році проклали лінії кінного трамваю, а у вересні 1893 року — лінії електротрамваю.
Бульвар, що значно розширився, став місцем рандеву і «чорної біржі». Вечорами біля пам'ятника Архангелові Михаїлу збиралися комерсанти, в основному євреї, чекаючи телеграм з Відня: навпроти пам'ятника в будівлі товариства Галицької ощадної каси (нині музей етнографії та художнього промислу) містився телеграф; саме це місце колишньої «чорної біржі» з кінця 1990-х роках львів'яни зневажливо стали називати «клюмбою», місцем зустрічей львівських «політиків-аматорів»: пенсіонерів, люмпенів і маргіналів.
Разом з Марійською площею (нині площа Міцкевича) і вулицею Академічною (проспект Шевченка) Гетьманські Вали утворили єдину пішохідну, прогулянкову зону — так зване Корзо. З кінця XIX століття бульвар забудовувався чиншовими кам'яницями, де згодом відкривали готелі, банки, з'являлися модні крамниці.
Завершення будівництва Міського театру (нині — Оперний театр) у 1900 році стало важливим акцентом просторової композиції проспекту, перспективний вигляд на новий театр став одним з найпривабливіших у львівському урбаністичному ландшафті.
1901 року було влаштовано електричне освітлення бульвару. У міжвоєнний період суспільне значення проспекту підкреслювалося проведенням різноманітних масових акцій.
У 1941 році, під час німецької окупації Львова, міське будівельне управління розробило план перепланування бульвару в Адольф Гітлер ринг із тріумфальною аркою в центрі та пам'ятником фюреру.
У повоєнний час посилилося суспільне та транспортне значення проспекту. У 1951 році було ухвалено рішення припинити трамвайний рух проспектом. Після будівництва шляхопроводу вулицею 700-річчя Львова (нині проспект Чорновола) відчутно збільшився транспортний потік.
Як і в австрійсько-польські часи, люди продовжували неформально збиратися на бульварі — «чорна біржа» перетворилася на так звану «футбольну біржу». З перемогою львівської футбольної команди «Карпати» у фіналі Кубка СРСР 1969 року пов'язані єдині масові неорганізовані демонстрації на проспекті в часи, що передували перебудові.
Ближче до площі Міцкевича на Новорічні свята встановлювали центральну міську ялинку. На Різдвяні Свята радянські органи арештовували тут українських школярів і студентів за участь у вертепах та співання колядок. Студентів-порушників карали виключенням з навчальних закладів.

## Сучасність

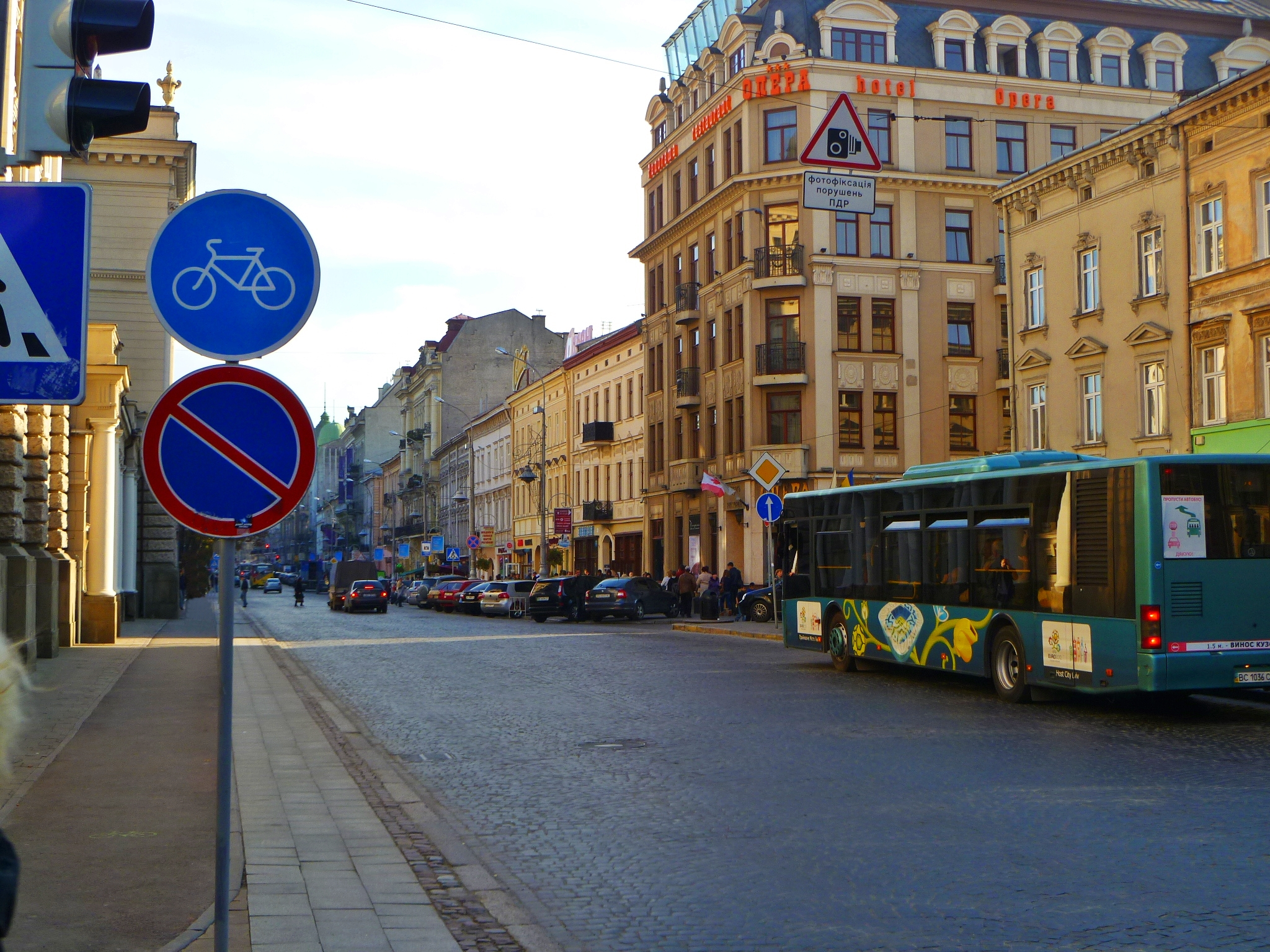
Велодоріжка на проспекті Свободи
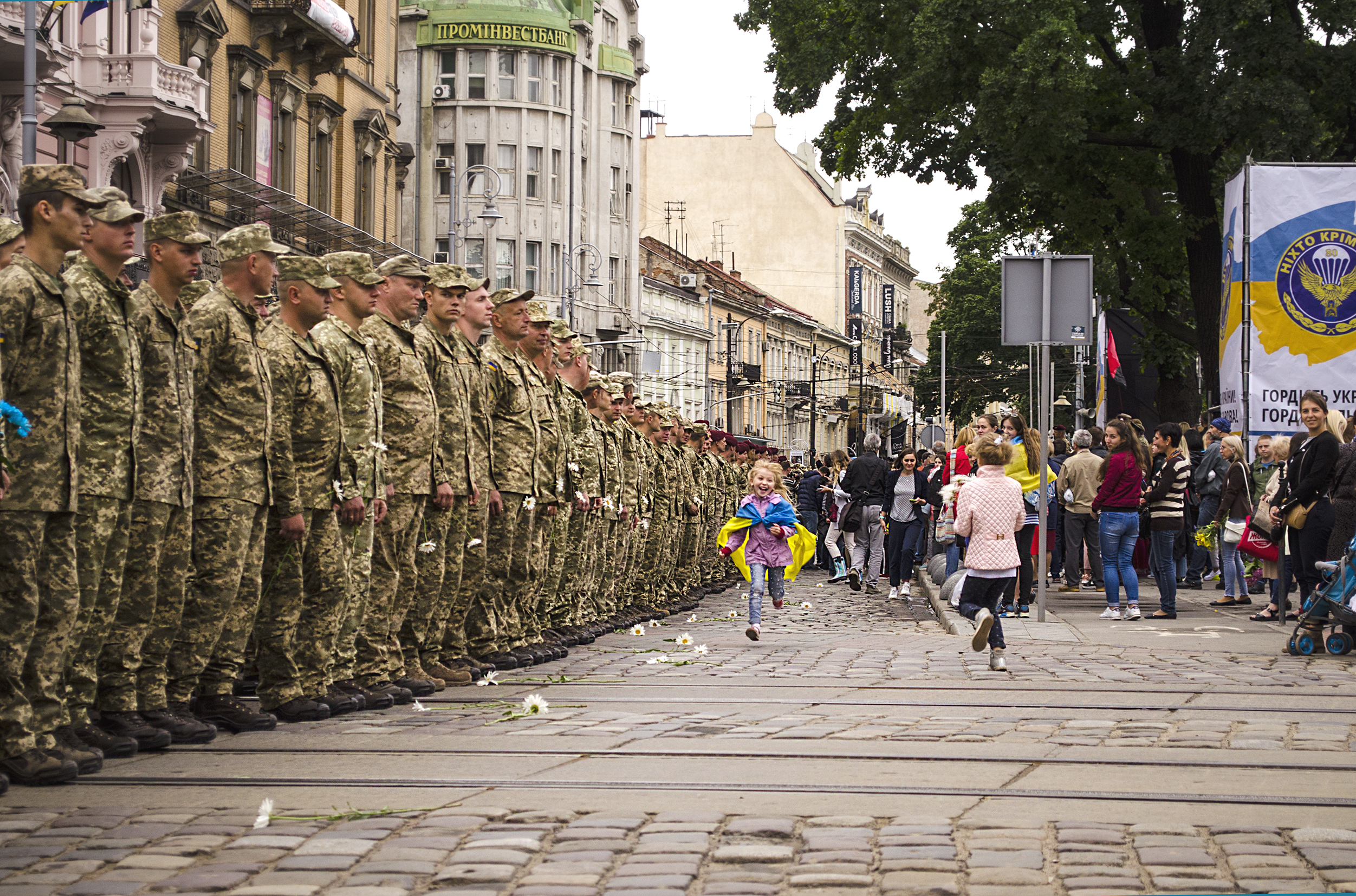
Зустріч 80-тої десантно-штурмової бригади з зони проведення ООС на сході України (30 червня 2018 року)
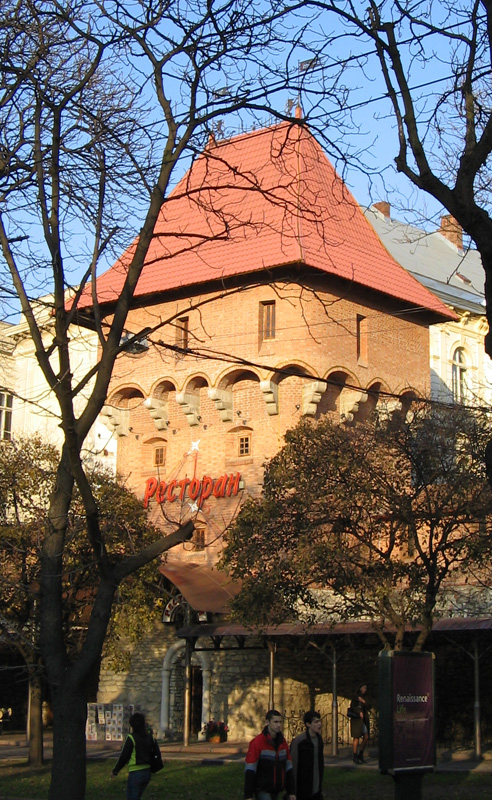
Реконструйована вежа цеху крамарів
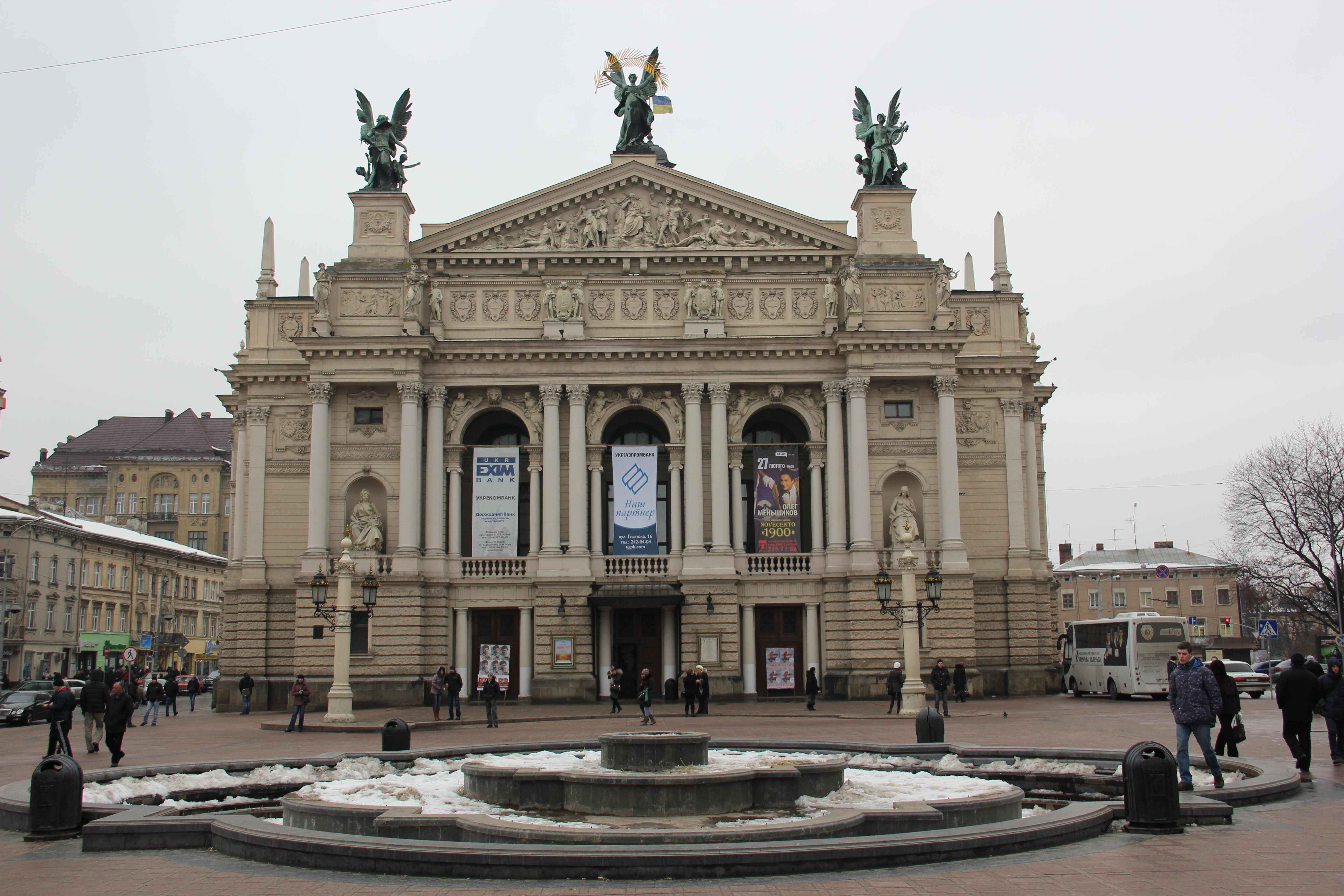
Львівський національний академічний театр опери та балету імені Соломії Крушельницької

Сьогодні проспект Свободи — це найелегантніша і найпрестижніша вулиця Львова. Перші поверхи більшості будівель зайняті банками, дорогими магазинами, кав'ярнями, ресторанами та нічними клубами. У той же час в багатьох будівлях приміщення вище другого поверху, як і раніше, використовуються львів'янами як приватні помешкання.
З кінця 1980-х років проспект став місцем зібрань стихійних політклубів, так званої «клумби» (збиралися біля клумби навпроти Музею етнографії), мітингів і демонстрацій. З 1991 року на проспекті Свободі, на площі перед Оперним театром та пам'ятником Тарасові Шевченку, проводяться також концерти й інші святкові акції, зокрема, до святкування Дня міста активно проводилися реставрація і ремонт історичних будівель, реконструйована одна з середньовічних оборонних веж давнього Львова — вежа цеху крамарів, в якій розташований ресторан.
Посередині проспекту від Львівської опери до площі Міцкевича прокладена широка центральна алея завдовжки понад 300 метрів (нині в народі вона має назву «стометрівка»), в святкові дні заповнена львів'янами і туристами. Тут же, на алеї, збираються любителі шахів та доміно. Біля гранітних парапетів у підніжжя пам'ятника Т. Шевченкові підлітки люблять кататися на роликах, а закохані призначають побачення.

## Пам'ятники

#### Тарасові Шевченку

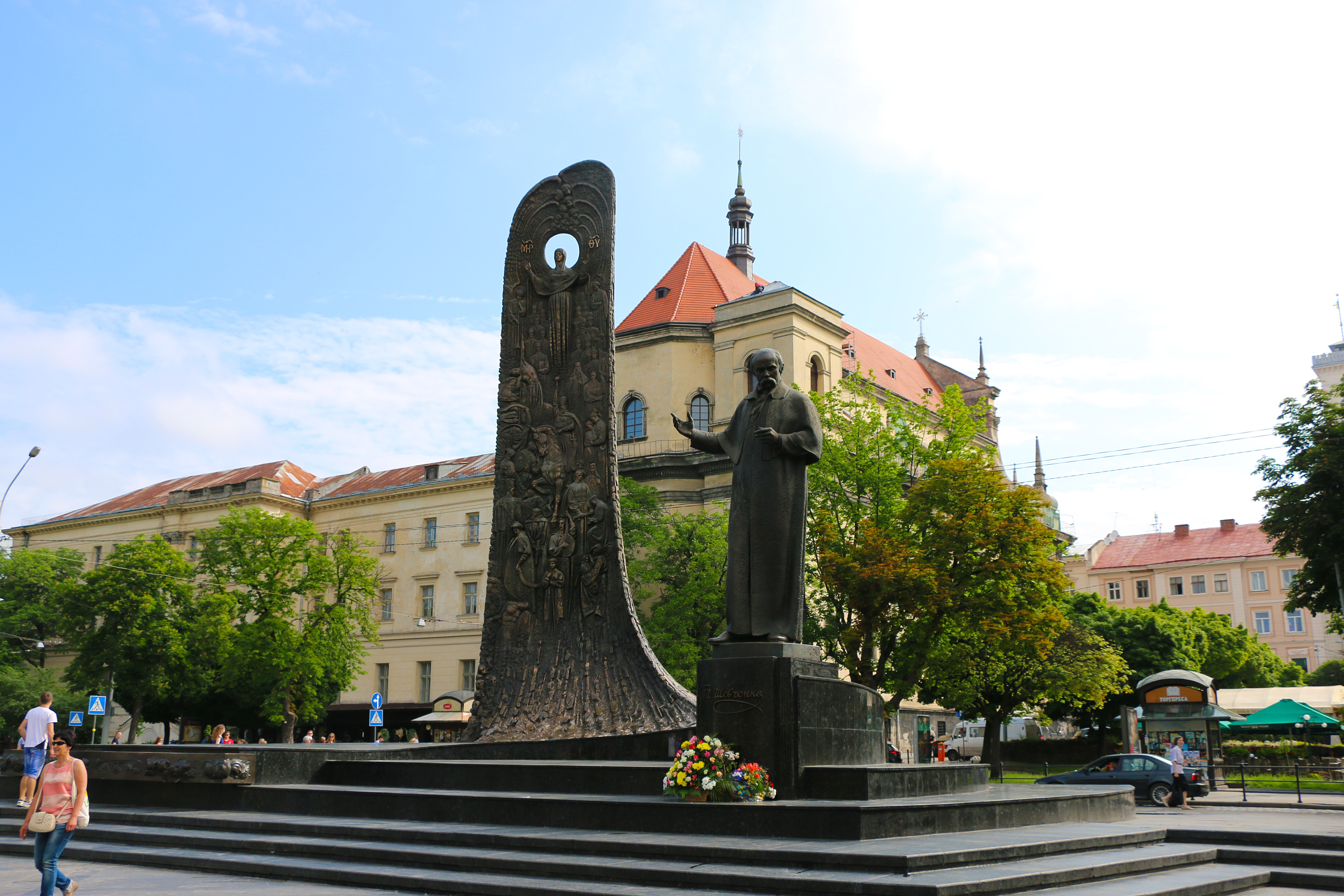
Пам'ятник Шевченку

Рішення про спорудження у Львові пам'ятника Тарасові Шевченку було прийнято 22 червня 1987 року. Обласний конкурс 1988 та республіканський 1989 років не визначили жодного проєкту-переможця. Однак, львівська громадськість вимагали якнайшвидшого встановлення пам'ятника. Було ухвалене рішення про використання спільного проєкту скульпторів Володимира і Андрія Сухорських та архітекторів Ю. Диби і Ю. Кромея — проєкту, що журі республіканського конкурсу назвала «відносно кращим».
Збір коштів проходив як серед львів'ян та мешканців України, так і в середовищі діаспори. Виготовлення постаті відбувалося в Аргентині. Відлиту скульптуру доставили кораблем до порту Гамбурга, а звідти перевезли до Львова.
Урочисте відкриття пам'ятника Шевченку відбулося 24 серпня 1992 року — на річницю прийняття Декларації про державний суверенітет України, пам'ятник освятили ієрархи українських православної, греко-католицької, Вірменської католицької та римо-католицької церков. Рівно за чотири роки, з нагоди п'ятиліття проголошення Незалежності України, був відкритий 12-метровий елемент пам'ятника — бронзова «Хвиля Національного Відродження», котра стала однією з домінант проспекту.
Пам'ятник Шевченку є одним із місць проведення загальноміських урочистостей, а територія, котра до нього прилягає, продовжує бути місцем політичної та патріотичної активності львів'ян. Зокрема, тут розташовувались два Львівські майдани під час Помаранчевої революції 2004 року та Євромайдану 2013—2014 років. Після початку Війни на Сході України біля пам'ятника відбуваються урочисті заходи прощання львів'ян із загиблими воїнами та вшанування їх пам'яті.

#### Львівським броварям
9 травня 2011 року на проспекті Свободи у Львові відбулося відкриття пам'ятника львівським броварям, що являє собою бронзову фігуру ченця-броваря з діжкою пива на плечі (висота 2,5 метри). На особовому торці діжки розміщений складний годинниковий механізм, який кожного дня о 17:15 (вважається, що Львівська броварня заснована у 1715 році ченцями ордену Єзуїтів) він відтворює уривок гімну «Хто „Львівське“ п'є — 100 років проживе!», автором якого є відомий композитор Анатолій Кос-Анатольський у виконанні вокальної формації «Піккардійська Терція». Ініціатором встановлення пам'ятника виступила «Львівська пивоварня». Конкурс серед скульпторів був оголошений у вересні 2010 року, а переможцем став львівський скульптор Володимир Цісарик. Автор годинникового механізму — годинникар Олексій Бурнаєв. У відкритті пам'ятника взяли участь в.о. директора «Львівської пивоварні» Роман Головня, заступник мера Львова Василь Косів та автор фігури — Володимир Цісарик. Незабаром сюжет пам'ятника доповнили невеликі чоловічки — «батяри», встановлені в різних куточках міста. У вересні 2012 року пам'ятник львівським броварям передано у власність територіальної громади міста Львова.

#### Йозефу Швейкові
У 2002 році біля входу до «Віденської кав'ярні», встановили один з пам'ятників сатиричному персонажу, вигаданому чеським письменником Ярославом Гашеком — бравому воякові Йозефу Швейкові, що сидить за столиком та попиває з кухля пиво. Автор пам'ятника — скульптор Сергій Олешко.

### Втрачені

#### Станіславу Янові Яблоновському

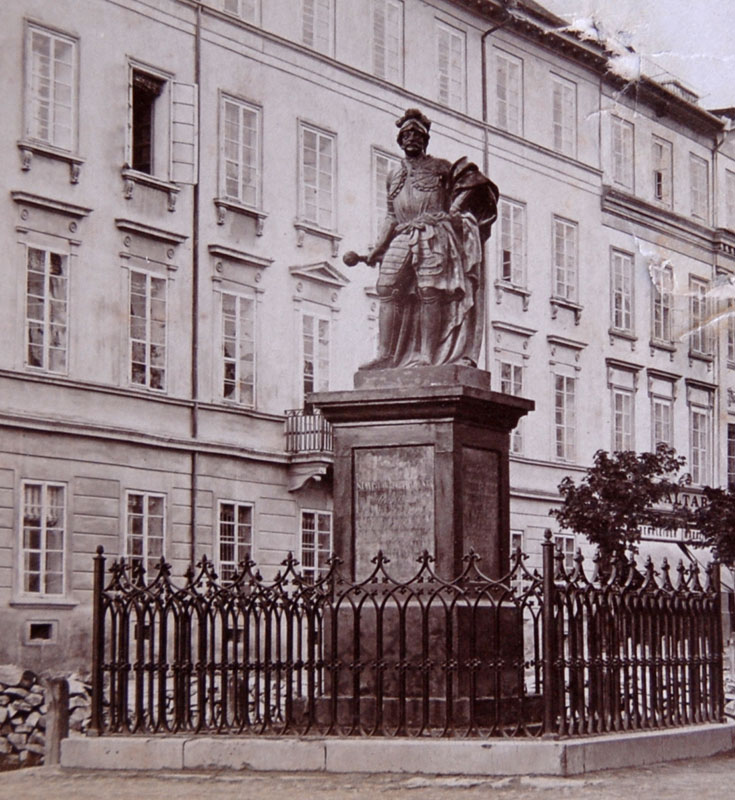
Львівський пам'ятник гетьману Станіславу Яблоновському — перший пам'ятник в Україні

Кам'яна фігура гетьмана Станіслава Яна Яблоновського, встановлена у 1752—1754 роках навпроти єзуїтського костелу, на сучасній площі Яворського, так як гетьман був фундатором ордену єзуїтів. Вважається, що його встановили вдячні мешканці Львова — 1695 року коронний гетьман Станіслав Яблоновський успішно керував обороною міста під час облоги Львова турецько-татарським військом. Ймовірно, автором барокової фігури був відомий скульптор Себастьян Фесінгер. Фігура С. Яблоновського була виготовлена наприкінці XVIII століття й стояла біля оборонного муру Нижнього замку. Пізніше, після демонтажу фортифікацій Нижнього замку, вона була прибрана; повторно її встановили у 1859 році на набережній Полтви перед площею Каструм, що утворилася після знесення фортифікацій Нижнього замку. Вирізана з пісковику фігура гетьмана була представлена в лицарській збруї, із шоломом на голові й булавою в опущеній правій руці, через ліве плече був перекинений римський плащ. У міжвоєнний період «кам'яного гетьмана» трактували як зайву деталь головної міської вулиці. У 1932 році пам'ятник був перенесений на його попереднє місце. Безслідно зник по закінченню другої світової війни.

#### Янові III Собеському

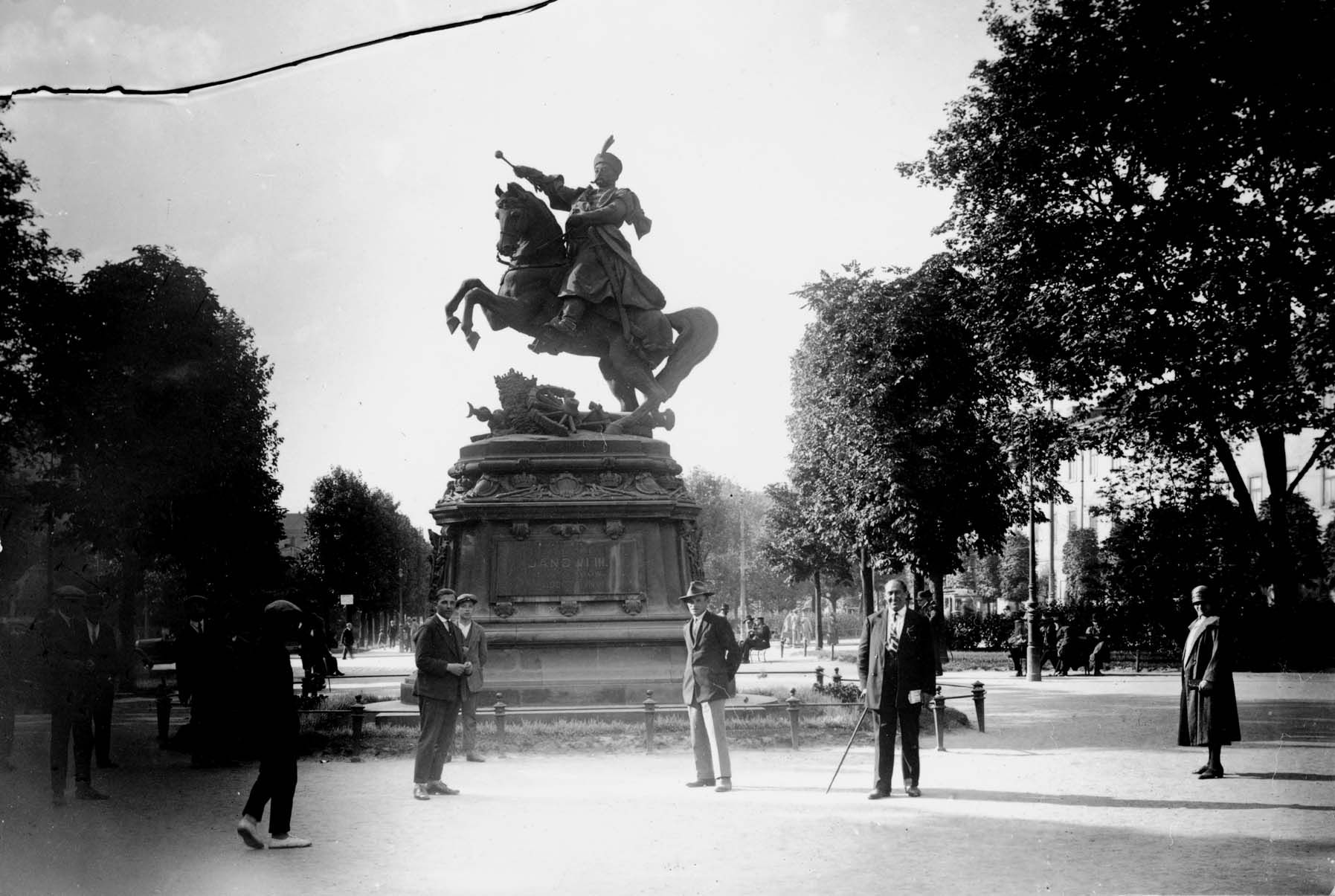
Пам'ятник Яну Собеському (початок XX століття)

Наприкінці XIX століття Гетьманські Вали асоціювалися з ім'ям іншого гетьмана, а пізніше короля — Яна Собеського. Пам'ятник був урочисто відкритий 20 листопада 1898 року на Гетьманських Валах. Автором проєкту виступив Тадей Баронч, кам'яний цоколь виконав Юліан Марковський. Фігуру гетьмана відлили на фірмі Артура Круппа у Відні — місті, що у 1683 році було врятоване від турецько-татарської облоги військом під командуванням Яна ІІІ Собеського. Бронзовий вершник на кам'яному п'єдесталі зазнав впливу від пам'ятників Яну Собеському у Варшаві і Богдану Хмельницькому у Києві.
У 1950 році пам'ятник був перевезений до Польщі, де він близько п'ятнадцяти років стояв у парку Вілянівського палацу у Варшаві, в одній з колишніх резиденцій монарха. Згодом його передали до Гданська, де у 1965 році пам'ятник встановили на Дерев'яному ринку міста.

#### Архангелу Михаїлу
Бронзова скульптурна композиція Архангела Михаїла, що знищує сатану, була відлита у 1639 році, але на центральній алеї з'явилася лише у 1873 році. Через роботи із засклепіння Полтви пам'ятник архангелові Михайлу перенесли, нині він перебуває у Львівському історичному музеї.

#### Сталінської конституції
У 1940 році перед пам'ятником Яну Собеському був установлений бетонно-дерев'яний обеліск із соцреалістичними фігурами солдата, робітника й селянина. На п'єдесталі були написи українською, польською та єврейською мовами. Монумент був зруйнований у червні 1941 року, ще до вступу німецьких військ до Львова.

#### Скульптура «Робітник і колгоспниця»
Пам'ятник був розташований у 1939 році на початку алеї навпроти Львівської опери. Він символізував спілки робітників та селян — «Робочий і колгоспниця».

#### Пам'ятний знак «Adolf Hitler Ring»
Під час німецької окупації Львова, у 1943 році на центральній вісі Гетьманських Валів, навпроти входу до Оперного театру було встановлено пам'ятний знак — куб із чашею для вічного вогню, що мав увічнити нову назву цієї центральної вулиці, лівий та правий боки якої на той час мали різні назви. Від травня 1942 року вулиця отримала назву Адольф Гітлеррінг, а на початку прогулянкової алеї був встановлений цей пам'ятний знак, виконаний за проєктом відомого львівського архітектора та фотохудожника Александра Кшивоблоцького, одного із засновників мистецького угрупування «Артес».

#### Володимирові Леніну
Підготовка до встановлення пам'ятника В. І. Леніну почалася перед початком німецько-радянської війни, в червні 1941 року; але через початок війни, був встановлений у 1952 році навпроти Львівської опери, фундамент якого був закладений з використанням надмогильних плит. Робота відомого скульптора С. Д. Меркулова являла собою камерну напівфігуру на високому гранітному постаменті, що символізував трибуну. 1954 року художник Іван Прийдан написав картину «Відкриття пам'ятника В. І. Леніну у Львові». Пам'ятник став одним із перших (вересень 1990 року) серед демонтованих відповідно до рішення місцевої влади; бронзовий відлив був розплавлений.

## Будинки

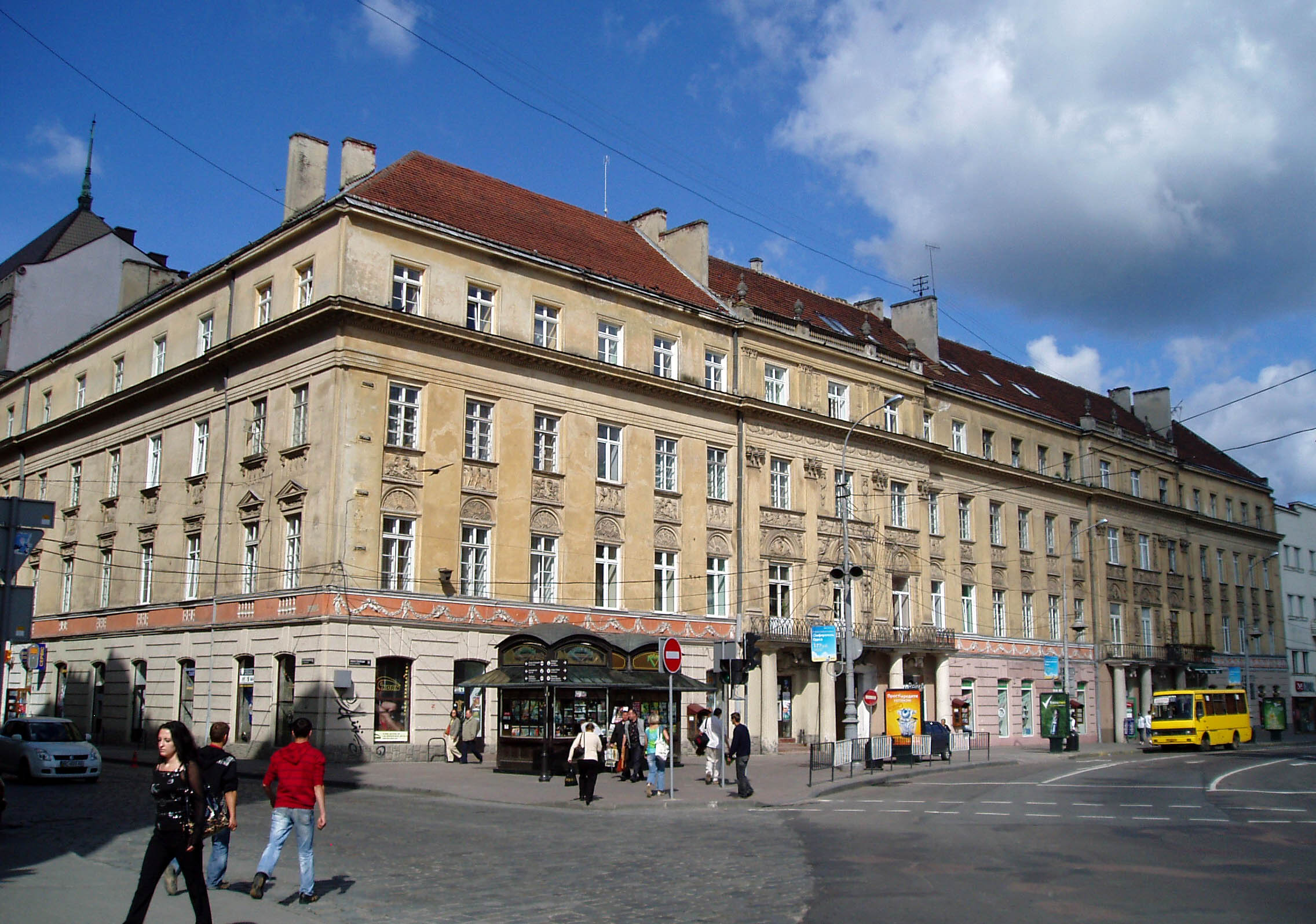
Будинок № 1—3 на проспекті Свободи у Львові

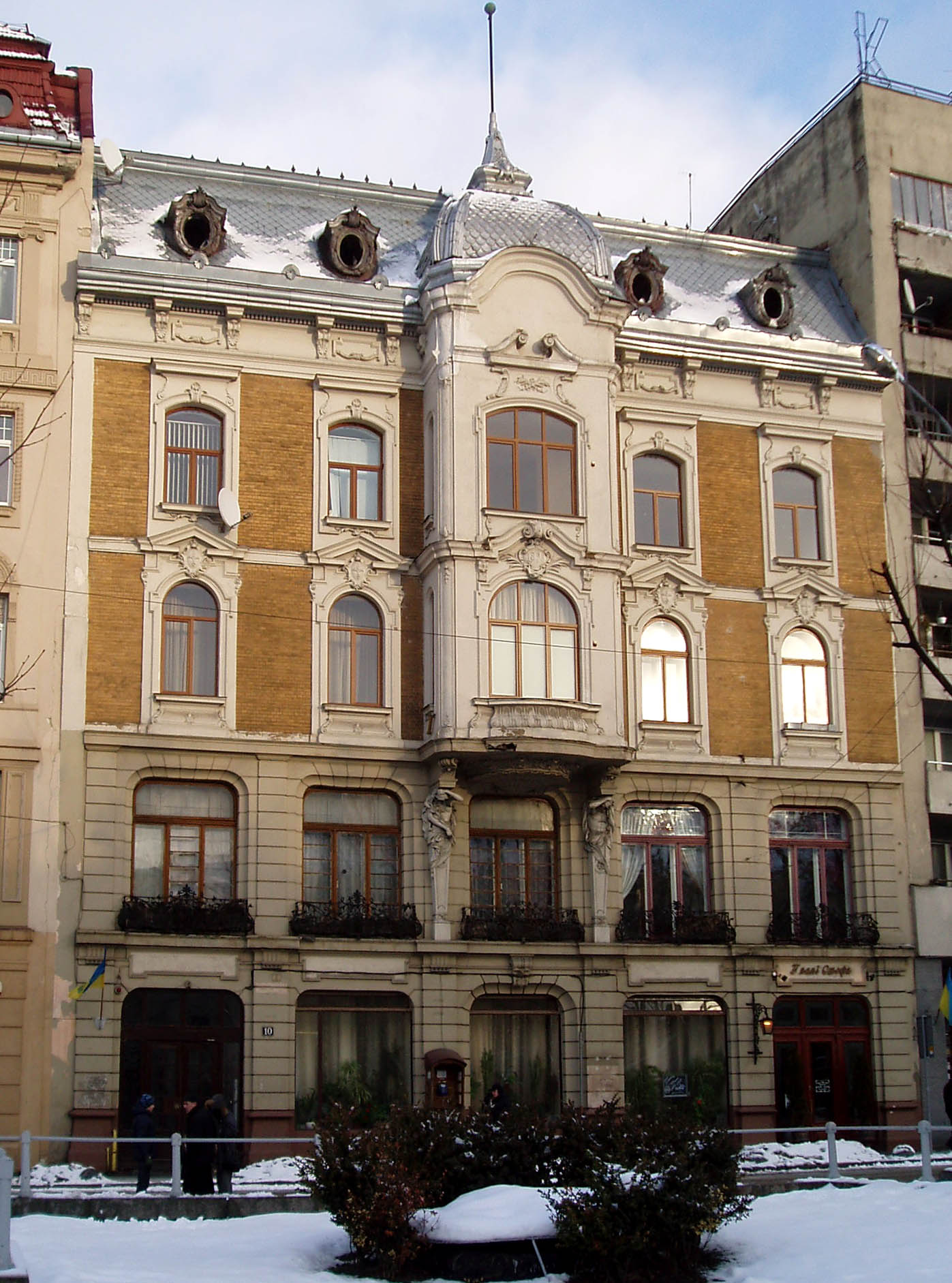
Колишній будинок Авансового банку на проспекті Свободи, 10 у Львові

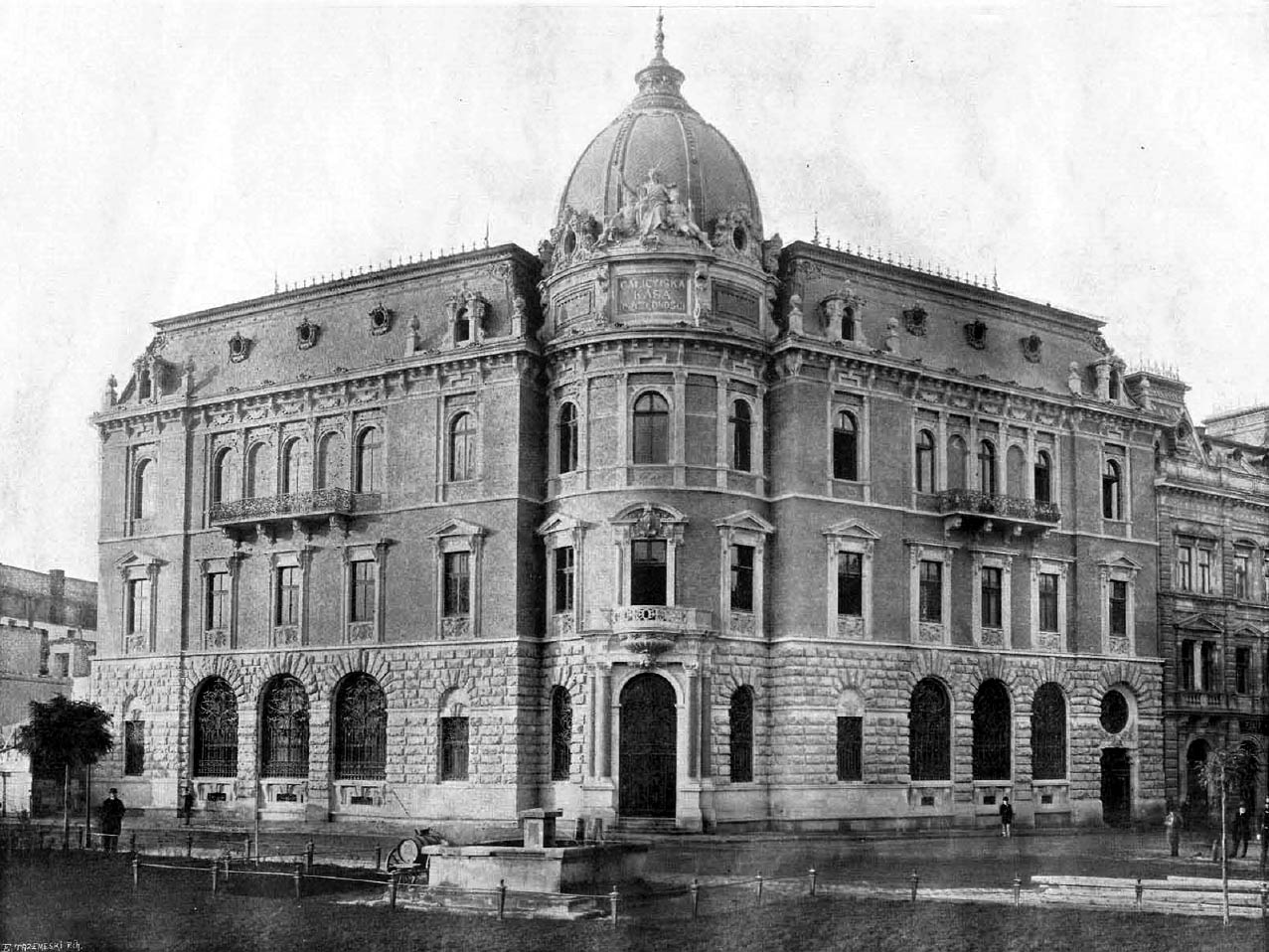
Галицька ощадна каса у 1900 році

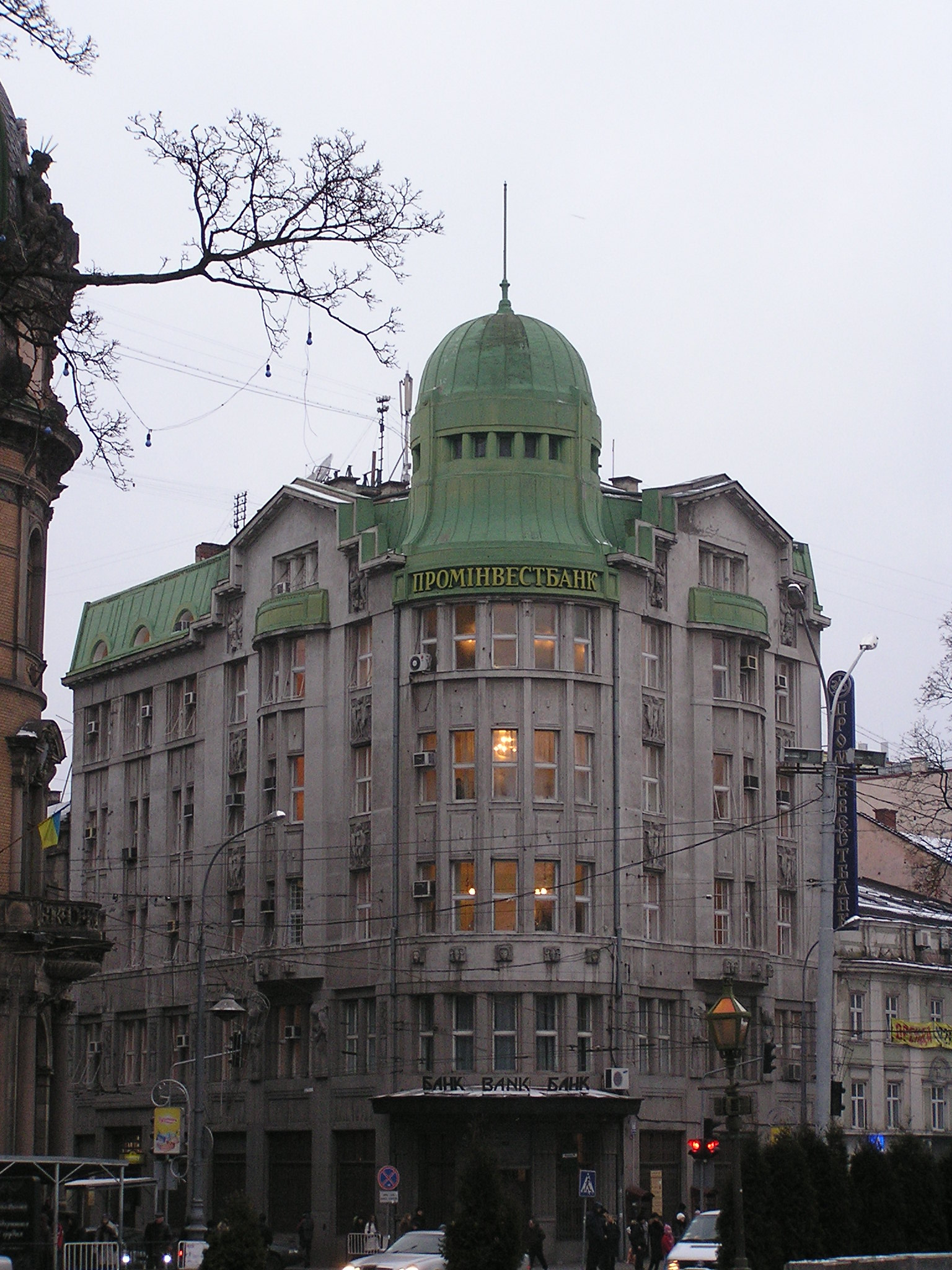
Празький банк

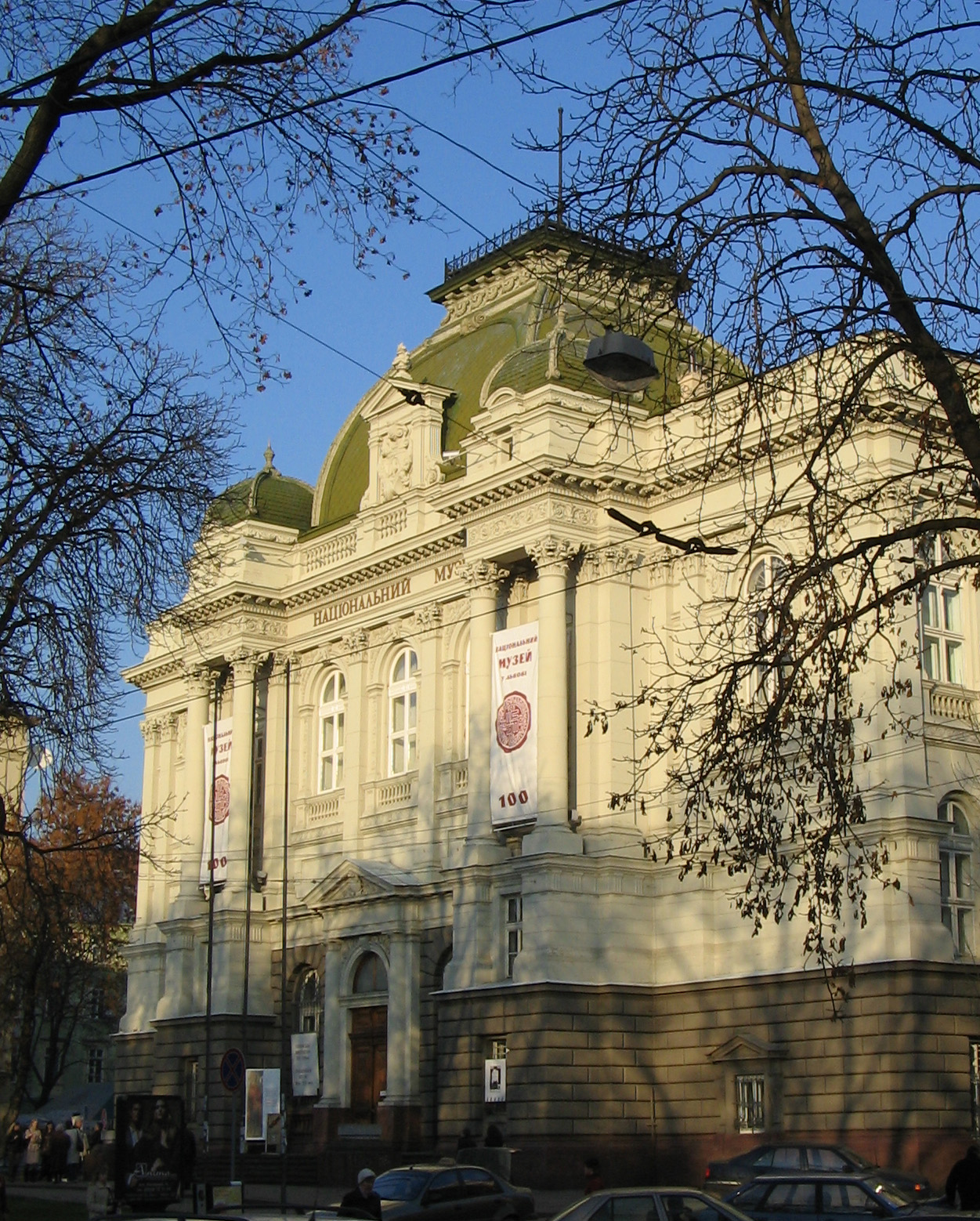
Національний музей у Львові імені Андрея Шептицького

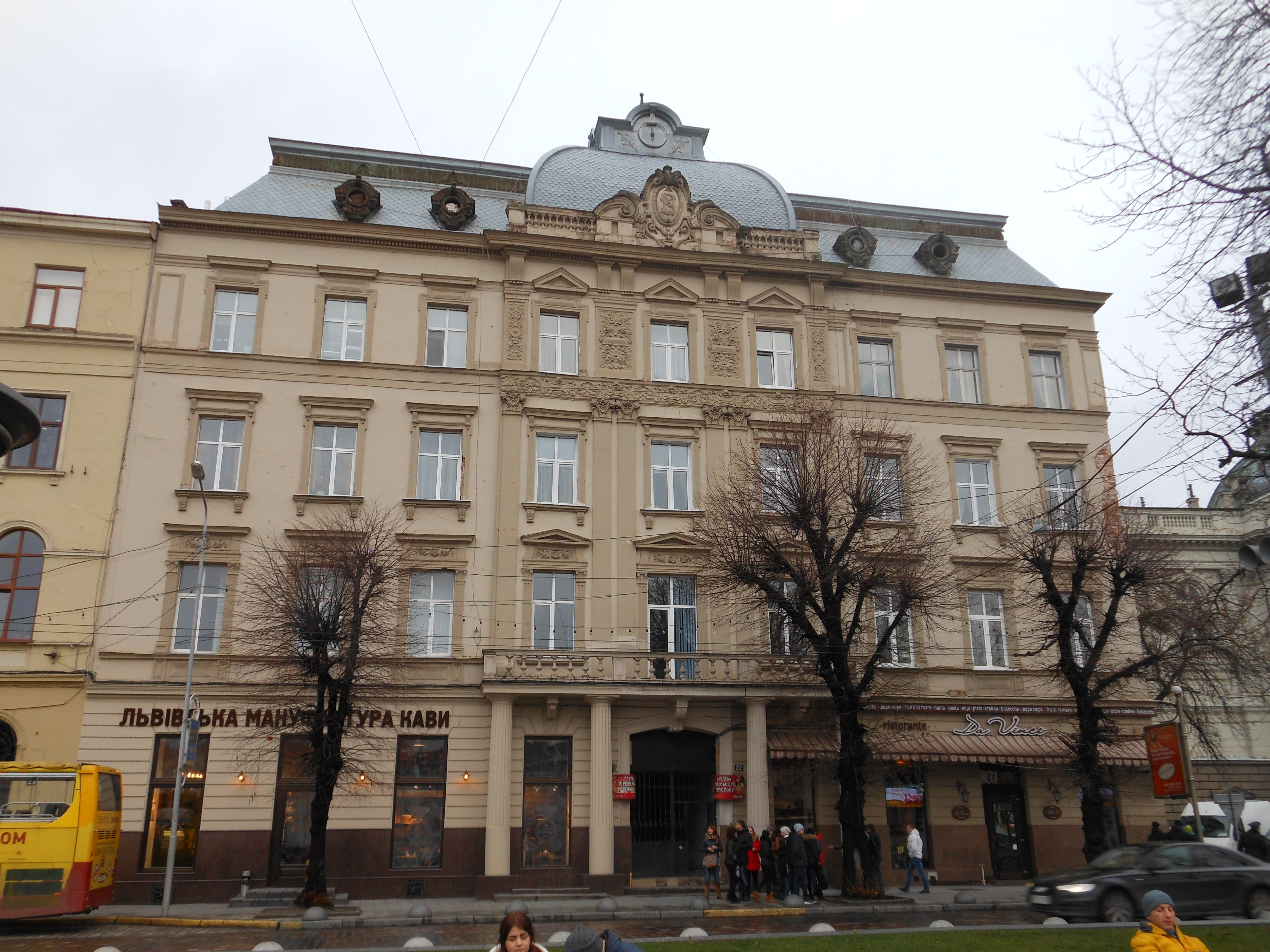
Будинок № 22, у якому мешкав український письменник Гжицький В. З.

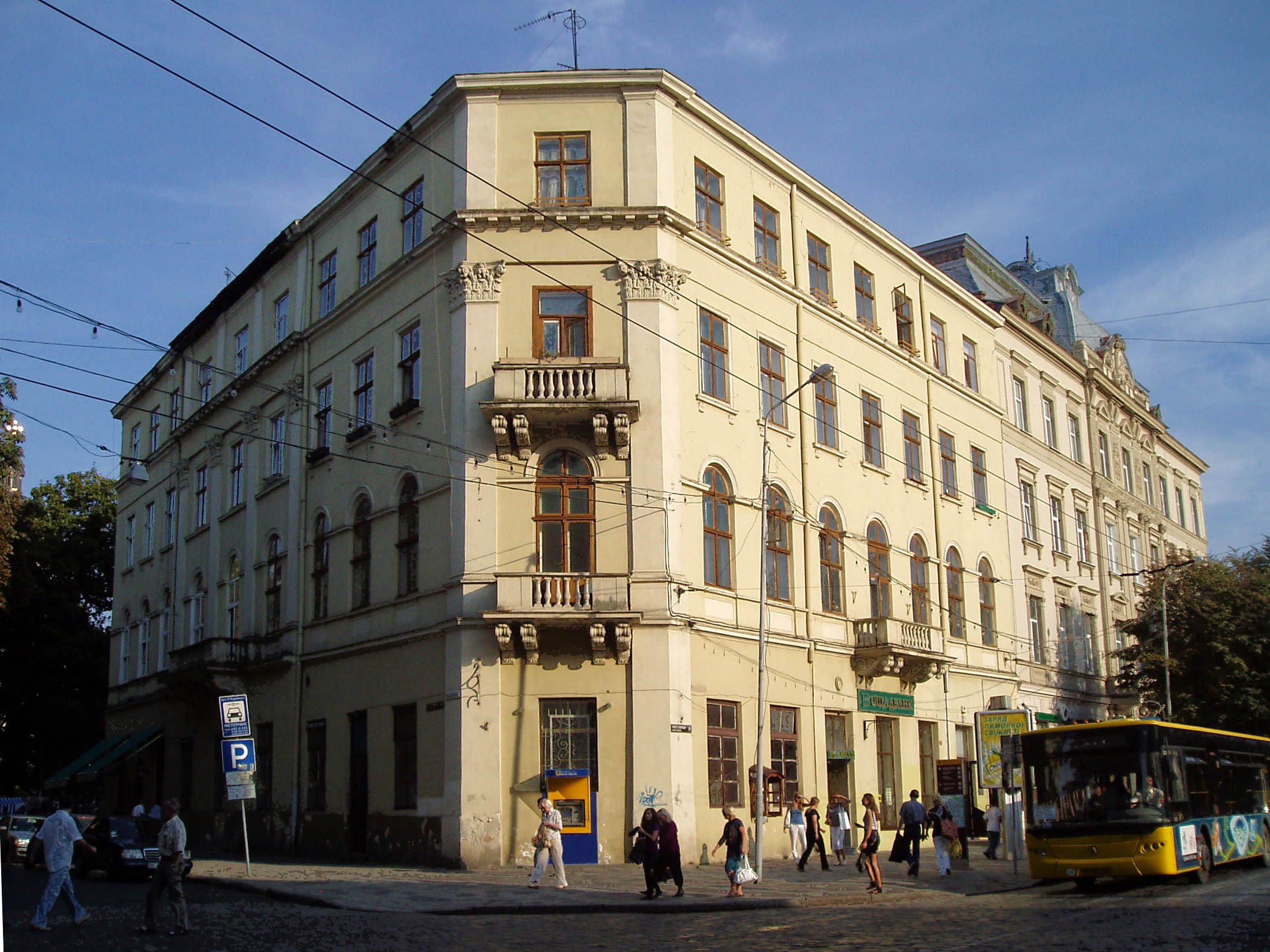
Дім № 24 на проспекті Свободи у Львові

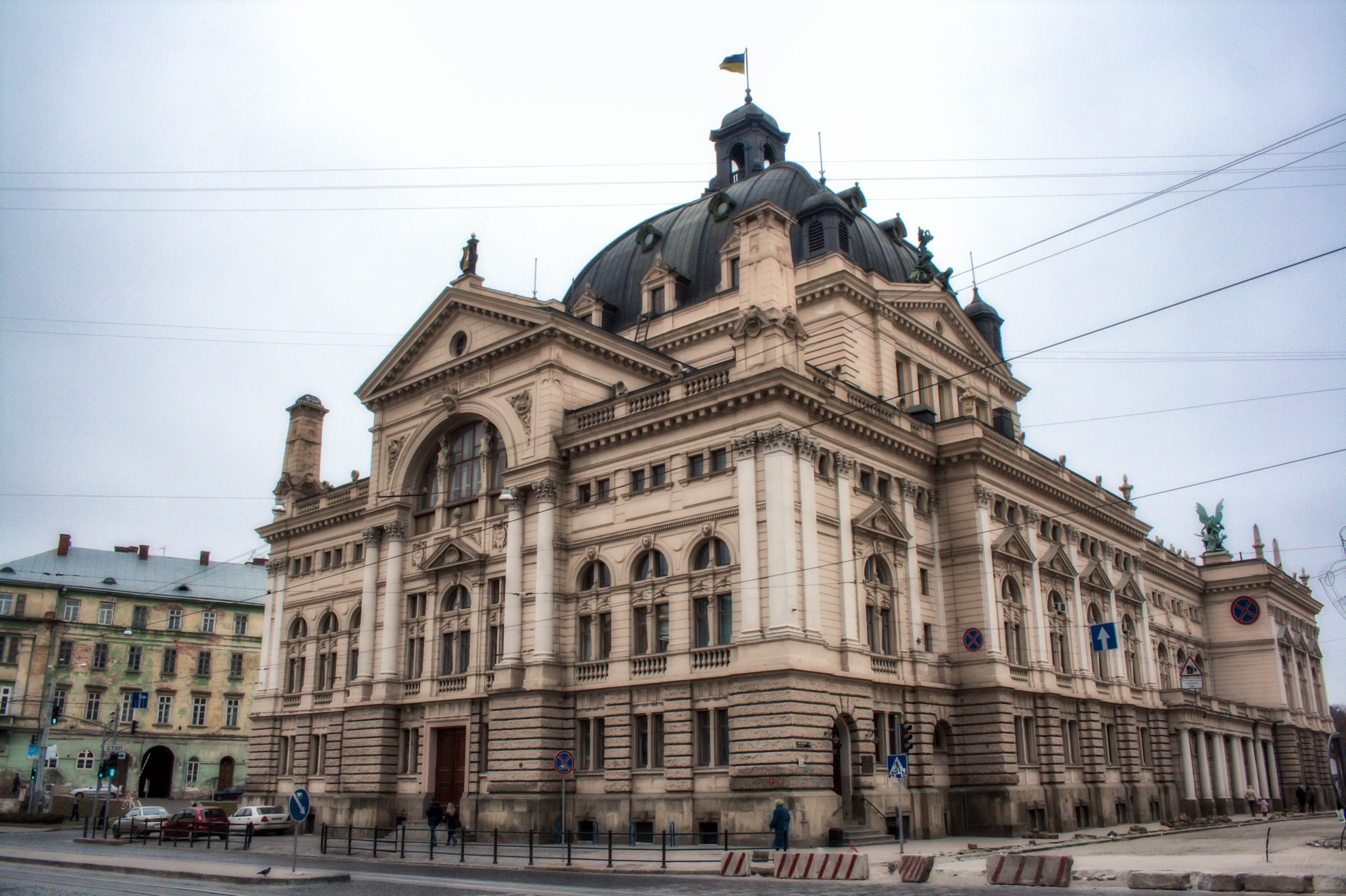
Львівський національний академічний театр опери та балету імені Соломії Крушельницької

№ 1/3 — наріжний будинок (інша адреса — вул. Коперника, 1 споруджений в два етапи за проєктом невідомого архітектора: у 1809—1811 роках зведено його ліву частину від вул. Коперника та у 1821—1822 роках — праву частину. Спочатку будинок належав торгово-банківській фірмі «Йоганн Гауснер та Вінцент Віолянд» (так звана кам'яниця Гауснера), одна з найбільших кам'яниць у Львові на початку XIX століття. У 1821—1822 роках над оздобленням цієї будівлі працювали відомі львівські скульптори Гартман Вітвер, Йоганн Вітвер, Йоганн Міхаель Гаар та Антоній і Йоган Шімзери. У 1853—1854 роках в будинку була резиденція ерцгерцога Кароля Людвіга. У 1845—1939 роках Гауснерівська кам'яниця перебувала у власності «Кредитного товариства землевласників». У цій будівлі, окрім помешкань та крамниць, у середині XIX століття містилася Головна пошта, а від 1853 року філія Австро-угорського банку. У 1893—1895 роках за проєктом архітектора Яна Шульца проведена реконструкція будинку. 1925 року у внутрішньому подвір'ї будинку за проєктом архітектора Євгена Кароля Червінського споруджена будівля найбільшого у Львові, як на той час, кінотеатру «Палас». Кінотеатр був розрахований на 710 місць в партері та 403 — на балконах і у лоджіях, інтер'єри якого були оформлені у неокласицистичному стилі. Під час другої світової війни кам'яницю зруйновано. Будинок відбудували наприкінці 1940-х років з надбудовою четвертого поверху, за проєктом архітектора Миколи Мікули, а руїни кінотеатру розібрано. В будинку мешкав відомий український скульптор Іван Якунін.
№ 5 — кам'яниця споруджена на початку XX століття і зазнала декількох реконструкцій у 1929—1939 роках за проєктами архітектора Вавжинця Дайчака. В будинку від часу побудови діяв кінотеатр під різними назвами: «Фаун» (1913 р.), «Казино» (1913—1916 рр.), «Кінотеатр Польських легіонів» (1916—1917 рр.), «Кіно новини» (1917—1926 рр.), «Казино» (1926—1929 рр.), «Дніпро» (1944—2000-і рр.). Кінотеатр «Фаун» на 264 місць розпочав роботу 1913 року у видовженій прибудові на подвір'ї будинку Яна Строменґера. Будинок та прибудова були збудовані за проєктом архітектора Едмунда Кьолера. Авторами проєкту (1912 р.) кінотеатру, розміщеного у прибудові, були архітектори Зигмунт Кендзерський та Адам Опольський. Поряд під різними назвами працював інший кінотеатр — «Емпайр» (1938—1939 рр.), «Кінотеатр імені Пушкіна» (1939 р.), «Спартак» (1944—1990-і рр.). За цією ж адресою містилася й кав'ярня «Імперіал» — місце неформальної біржі деревообробної промисловості. Вхід в кінотеатр здійснювався через подвір'я. У 1926—1929 роках була проведена реконструкція кінотеатру (проєкт архітектора Вавжинця Дайчака, кількість місць збільшується з 264 до 542). Кінотеатр «Емпайр» на 440 місць був заснований у 1938 році співвласницею будинку Доротою Млодзинською поруч вже існуючого кінотеатру «Казино». Кінотеатр містився у двоповерховій будівлі, яка знаходилась на межі ділянки, що належала синагозі. Нині на місці колишніх кінотеатрів «Дніпро» та «Спартак» створено торговельний пасаж «Плазма» з виходом до будинку на вул. Дорошенка, 3 та на вул. Банківську.
№ 6/8 — восьмиповерховий будинок, споруджений за проєктом архітектора Ярослава Назаркевича в 1964 році на місці двох чотириповерхових кам'яниць XIX століття, що не витримали радянських танкових парадів. У новозбудованому будинку, через браму якого можна було перейти на вулицю Театральну, працювало популярне кафе «Червона шапочка», перейменоване згодом на «Біля фонтану». Нині приміщення ділять — ресторани японських страв «Острів суші» і «Тепан-які» та салон оператора мобільного зв'язку «lifecell».
№ 7, 9 — триповерхові чиншові кам'яниці, на розі з вул. Дорошенка, перебудовані близько 1880 року. У партері будинку № 9 у 1950—1980-х роках містилося популярне серед львів'ян кафе-морозиво «Сніжинка», від 1990-х років — «Корона», нині — крамниця мобільних аксесуарів «Вухо. Ком» та пекарня «Львівські круасани». Два поверхи будинку № 7 від 2009 року займає книгарня «Є». Будинок під № 7 на початку XX століття перебував у власності родин Балько і Муссіль, а під № 9 — родині Горовіц.
№ 10 — чотириповерховий будинок колишнього «Авансового банку», збудований у 1898 році за проєктом архітекторів Іполіта Слівінського та Альбіна Заґурського на місці попередньої триповерхової кам'яниці з 1830-х років. Скульптурне оздоблення будинку в стилі необароко, авторства Людвика Тировича. На початку XX століття у партері будинку містилися «кімнати для сніданків» Флоріана Зволінського, за радянських часів — їдальня, нині — ресторан «У пані Стефи».
Поряд з № 10 (нині — вул. Памви Беринди, 3) — багатоповерховий будинок у стилі пізньої сецесії, зведений у 1908—1909 роках архітектурним бюро Міхала Уляма на замовлення банківської фірми «Уніон», власниками якої були Адольф Лілієн та його син Едвард. До цього, на його місці ще від 1860-х років діяв кантор обміну валют, а згодом банківський дім — приватний банк «Сокаль & Лілієн». Ще до першої світової війни тут містилася філія віденського «Уніон-Банк», який після війни та фінансової кризи початку 1920-х років відродився, як Банк Унії. На початку XX століття у цьому ж будинку був розташований «Авансовий банк».

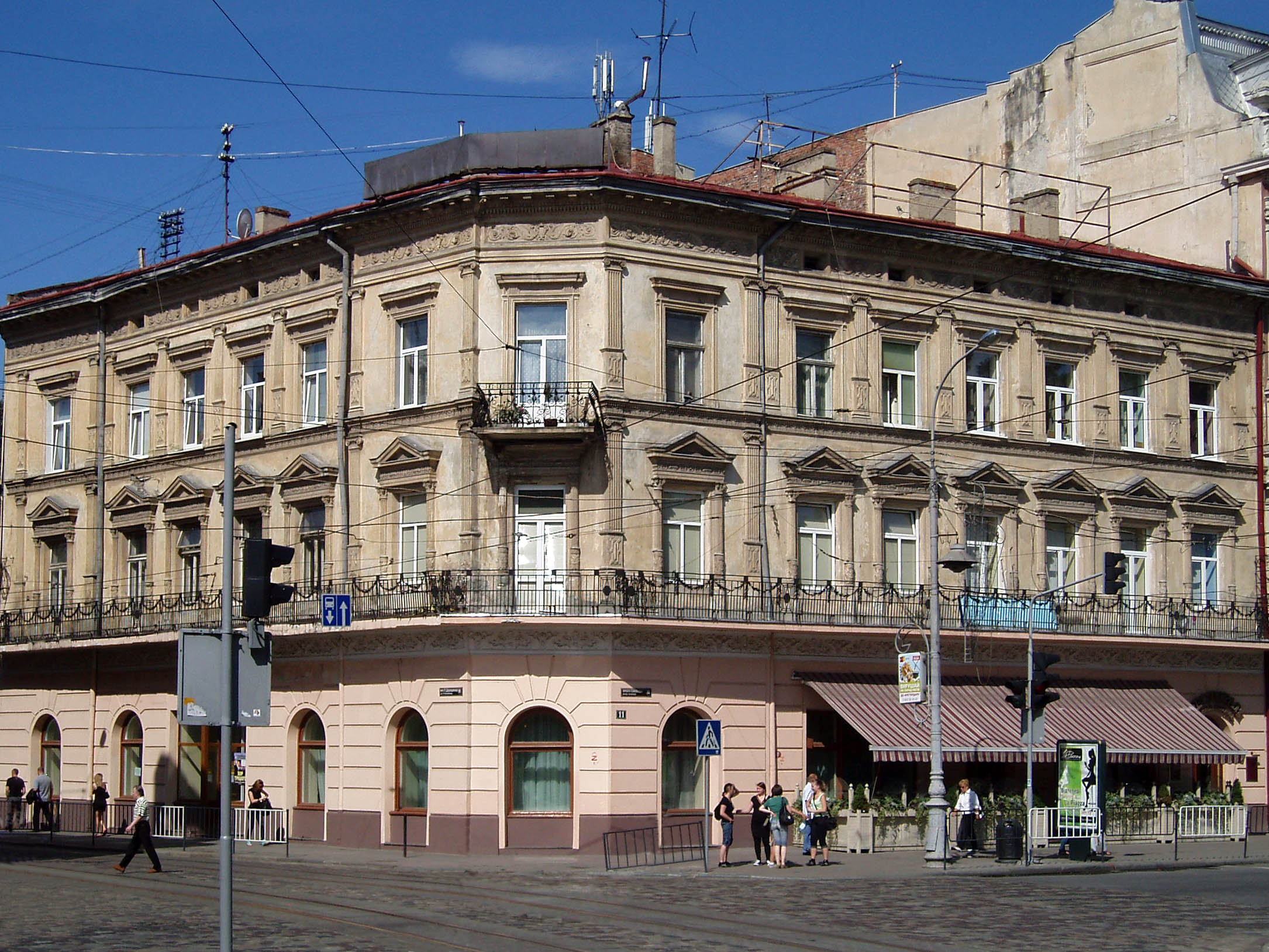
Будинок № 11 на просп. Свободи у Львові

№ 11 — чиншова (прибуткова) кам'яниця споруджена у 1882 році за проєктом Емануеля Галля. У 1891 році в будинку відкрився готель «Центральний», де у свій час тимчасово зупинялася Леся Українка. У 1910 році реконструкцію готелю здійснила фірма Едмунда Жиховича. На другому поверсі влаштували кав'ярню «Сіті», з довгим балконом вздовж фасаду. За радянських часів на першому поверсі працювало популярне кафе «Львів'янка». Після останньої реконструкції будівлі у 1990—1992 років вона стала частиною готельно-ресторанного комплексу «Ґранд-готель».
7 липня 2022 року, у Львові завершився всеукраїнський відкритий архітектурний конкурс на найкращу проєктну пропозицію реставрації цієї будівлі. За результатами журі переможцем конкурсу став проєкт архітектурного бюро «Replus Bureau» — головний архітектор Дмитро Сорокевич. Друге і третє місце — авторські колективи. За словами Дмитра Сорокевича, основною концепцією проєкту є органічне візуальне і конструктивне поєднання історичної забудови з боку проспекту Свободи з будівлею на вулиці Дорошенка.
№ 12 — кам'яниця, в якій міститься ресторан «Віденська кав'ярня», споруджена в стилі ампіру за проєктом Матео Брезані. 12 травня 1828 року Карл Гартман уклав контракт з магістратом міста та центральним урядом, за яким він безоплатно отримував у власність частину площі святого Духа площею близько 105 квадратних сажнів (зі сторони валів Гетьманських), № 360-m, з правом її забудови, а натомість він зобов'язувався спорудити своїм коштом міську гауптвахту на площі Святого Духа. Для Гартмана, як i всіх його нащадків, місто надало «тимчасове право вигляду на площу» — мати від площі святого Духа вікна i одні вхідні двері та з умовою, що на будь-яку вимогу магістрату вони повинні бути замуровані без жодних відшкодувань (за жодних умов не можна було влаштовувати на цьому фасаді в'їзної брами). Вже 1829 року було завершене будівництво всіх будівель. У кам'яниці під конскрипційним № 360-m відкрили «Віденську кав'ярню». Після Карла Гартмана 1847 року кам'яниця перейшли у спадок до Климентини з Гартманів (баронеси Рюстель), відтак 1856 року — до її доньки Ірени Рюстель. У 1870 році власність на будинок набули Антоній та Геновефа Сєбери, а після їх смерті у 1893 році — Францішка Савчинська (до шлюбу Фучс Сєбер Хайнц). Згодом власність на будинок набув Габріель Старк, який врешті його відпродав магістрату міста. Займає цілий квартал між проспектом Свободи та вулицями Беринди і Театральною та площею Івана Підкови. Сучасного вигляду кам'яниця набула після перебудови у 1880 році.

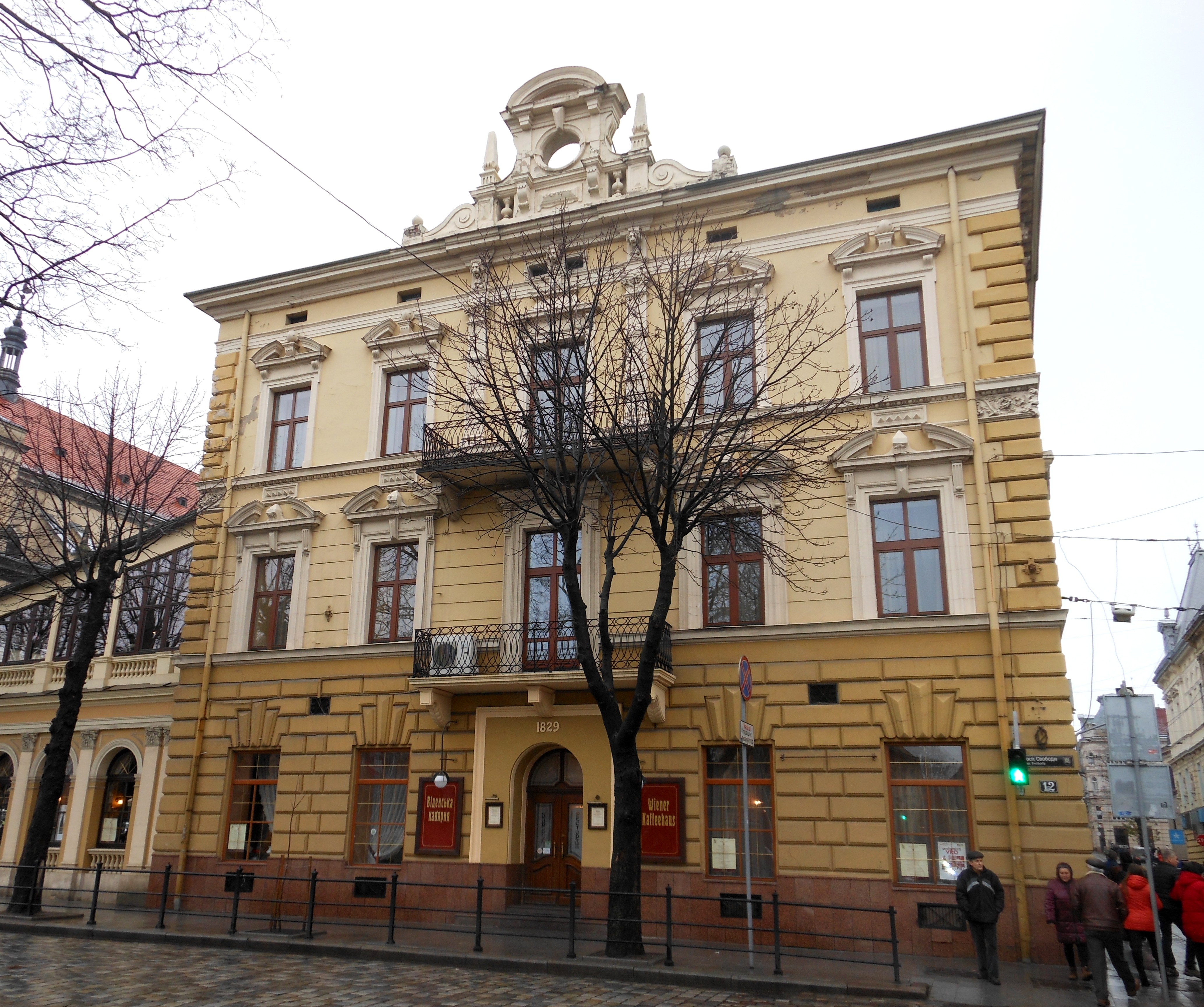
Будинок № 12

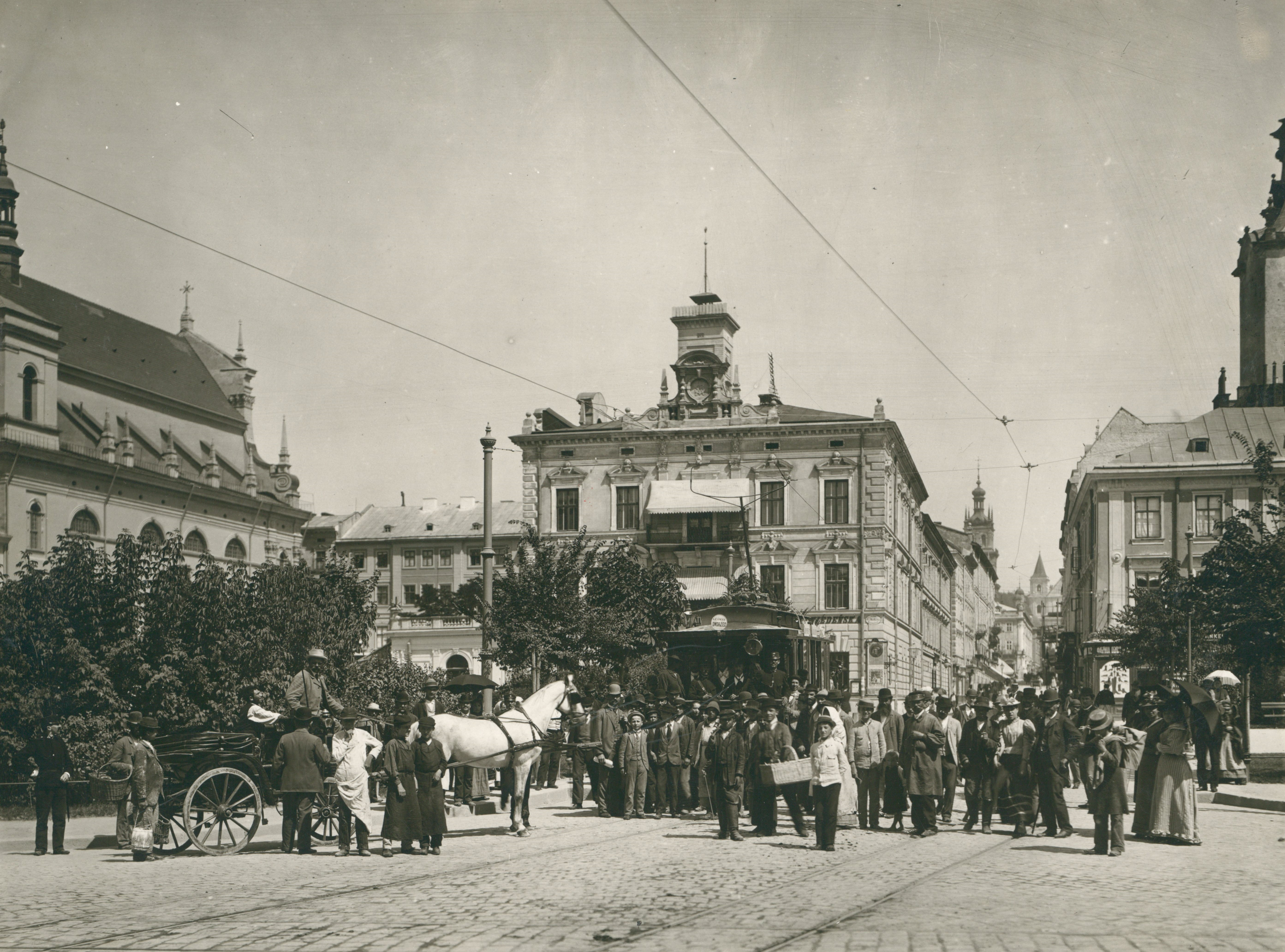
Віденська кав'ярня, 1894 рік

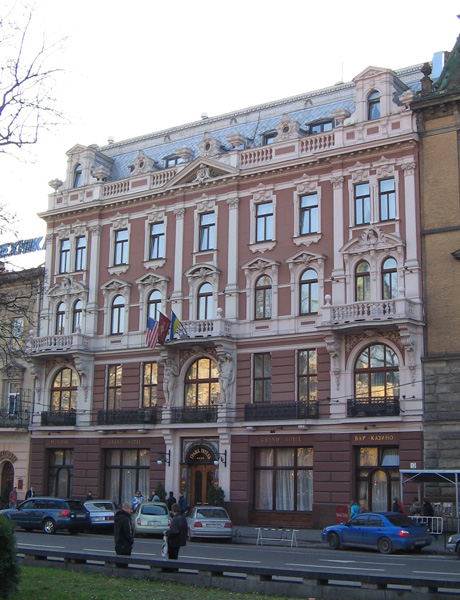
Фасад «Ґранд-готеля»

№ 13 — будівля «Ґранд-готелю», зведена у 1892—1893 роках за проєктом Еразма Германтіка, а по його смерті будову завершив архітектор Зигмунт Кендзерський. Фасад «Ґранд-готелю» прикрашений скульптурами авторства Леонарда Марконі. Перший поверх готелю на початках свого його існування займали чотири магазини, а на верхніх — 48 окремих номерів і ресторан. У 1893—1895 роках власник готелю, Єфраїм Гаусман, збудував за готелем відкритий пасаж Гаусмана (тепер — Проїзд Крива Липа). Після другої світової війни готель мав назву «Львів», а з 1964 року — «Верховина». У 1990—1992 роках готель реконструювали з максимальним відтворенням його стану кінця XIX століття та повернули первісну назву.
№ 15 — колишня будівля Галицької Ощадної Каси. Нині — львівський музей етнографії та художнього промислу НАН України та Інституту народознавства НАН України. На цьому місці у близько 1785 року на замовлення підприємця Йоганна Прешеля спорудили триповерховий будинок, де містився перший львівський готель «Під Римським Цезарем», використавши для побудови цеглу з розібраного шпиталю святого Духа. У 1800—1839 роках будинок займала Генеральна військова команда, a y 1840 році тут відкрився готель «Англійський», власником якого був Фелікс Лянг. У 1888 році будівлю готелю розібрано, а у 1889—1891 роках на місці готелю за проєктом видатного львівського архітектора Юліана Захаревича була зведена будівля Галицької Ощадної Каси. Будівля цегляна, триповерхова, з наріжною ротондою, увінчаною масивним куполом. З боку вул. Гнатюка знаходиться проїзд на просторе внутрішнє подвір'я. Під куполом встановлена трифігурна скульптурна група «Ощадність» (скульптор Леонард Марконі). Інтер'єр будівлі прикрасили своїми роботами відомі скульптори Юліан Марковський (алегорична скульптурна група «Фортуна вінчає Працю» у вестибюлі музею) та Станіслав Левандовський (восьмиметровий алегоричний фриз «Мистецтво і Промисловість» в залі засідань). Не збереглись до нашого часу статуї Тадеуша Баронча, Антонія Попеля і картина Яна Стики — «Тріумф праці». З 1951 року тут розташований львівський музей етнографії та художнього промислу, при якому 1992 року створений Інститут народознавства НАН України.
№ 17 — будинок львівської філії Празького кредитного банку, споруджений у 1912 році у стилі празького модерну (пізня сецесія) чеським архітектором Матеєм Блехою за переробленим проєктом львівських архітекторів Владіслава Дердацького та Вітольда Мінкевича. Його фасад прикрашають рельєфи роботи Емануеля Кодета. Монументальна споруда у ряді забудови центрального проспекту міста, розташована на розі проспекту Свободи та вулиці Гнатюка. Будинок — цегляний, штукатурений, зведений з використанням залізобетонних конструкцій. П'ятиповерховий, з високим дахом, в плані — Г-подібний. У 1932—1939 роках тут знаходився Загальний акціонерний банк. За радянських часів тут містилася міжобласна контора радянського «Промбанку» та відділення «Сільгоспбанку». Упродовж 1991—2014 років — львівське обласне відділення ПАТ «Промінвестбанк», а 2014—2019 роках стояв пусткою. Нині будівля належить АТ «Закритий недиверсифікований венчурний корпоративний інвестиційний фонд „Лоудстар“». Наприкінці 2020 року новими власниками відкритий бізнесовий центр з офісними приміщеннями «Банк Бізнесу».
№ 20 — Національний музей. Колишній будинок «Міського промислового музею імені цісаря Франца Йосифа І» (1898—1904 роки, архітектори Юзеф Каетан Яновський, Євген Весоловський, скульптор Леонард Марконі). Стиль будівлі — неоренесанс. Інтер'єр відзначається багатством ліпного декору (скульптор Антоній Попель). Будівництво фінансувала Галицька ощадна каса. Керівництво будівельними роботами вів Едмунд Жихович. В лютому 1905 року для розвитку української культури греко-католицьким митрополитом Андреєм Шептицьким був заснований «Церковний музей». Роботу з організації музею очолив відомий мистецтвознавець Іларіон Свєнціцький. У грудні 1909 року музей було перейменовано на «Національний музей митрополита Андрея, графа на Шептичах Шептицького», 11 липня 1911 року — на «Національний музей. Ювілейна наукова фундація галицького митрополита Андрея Шептицького». До 1940 року тут містилася Національна галерея міста Львова та Товариство приятелів мистецтва. У 1952—1990 роках тут була Львівська філія московського Центрального музею В. І. Леніна. Тоді були знищені скульптури та рельєфи на головному фасаді, виконані скульпторами Петром Війтовичем та Антонієм Попелем. Нині — будинок Національного музею у Львові імені Андрея Шептицького.
№ 23 — з другої половини XIX століття — заїжджий дім «Під Білим Відмедем». На першому поверсі будинку на початку XX століття працювала аптека Якова Бейзера «Під Провидінням Божим», яка, крім ліків та медичного обладнання, торгувала ще й фототоварами.
№ 24 — будинок, споруджений у 1836—1837 роках за проєктом Йоганна Зальцмана у стилі бідермаєрівської кам'яниці. Пізніше до триповерхової будівлі добудували четвертий поверх. У 1856—1866 роках тут мешкав польський поет і відомий географ Вінцент Поль.
№ 25 — триповерхова кам'яниця, збудована у 1870-х роках. Наприкінці XIX століття в будинку містився готель «Під Білим Конем», а на початку XX століття — готель «Англійський».
Адресу за № 26 займає західне крило будівлі Національного театру імені Марії Заньковецької (за Польщі — театр графа Скарбека), що був зведений у 1833—1842 роках у класичному стилі за проєктом віденського архітектора Людвіга Піхля у співавторстві з будівничим театру львівським архітектором Йоганном Зальцманом. Від 1974 року у напівпідвальному приміщенні театру працював ресторан «Вечірній Львів». Від середини 2000-х років приміщення стояло пусткою. 2018 року у ньому відкрили ресторан-клуб «Corset Erotic Theater and Restaurant Club», власником якого є ТзОВ «Сцена № 3». Інтер'єр закладу відтворює стиль кінця XIX — початку XX століття.
№ 27 — чотириповерховий будинок споруджений у 1895—1896 роках за проєктом архітектора Зигмунта Кендзерського у мальовничо трактованому пізньоренесансному стилі. Фасад облицьовано нетинькованою червоною цеглою, прикрашено багатим ліпним декором (зокрема, лев'ячими масками) та великими майоліковими картушами. Тут містився готель «Бельв'ю» родини Ципперів. На межі XIX—XX століть готель славився своїм концертним залом, в якому виступали маги та гіпнотизери, а також відбувалися перші сеанси. Тильний фасад будинку виходить на нинішню вул. Курбаса, 6. У цьому пасажі у 1907—1914 роках містився кінотеатр «Бельв'ю», відомого львівського кінопідприємця Мельхіора Майблюма, а також діяв однойменний пасаж. Від 1911 року його співвласниками стали Станіслав Фрід та Володимир Іллакович. Кінотеатр проіснував до початку першої світової війни. Також за Польщі містилися готель та кав'ярня «Еліт». Наприклад, у 1920-х роках тут подавали віденські сніданки з кавою чи чаєм з молоком, булочкою, яйцями, маслом та медом за 80 грошів. Вечорами влаштовували виступи коміків та музикантів, а також танці. У 1927 році кав'ярня опинилася на перших шпальтах місцевих часописів через стрілянину у приміщенні. Власник врятувався заявою «Нісенітниця — це твердження про те, що кафе було випадковим місцем рандеву апашів та альфонсів і що в цьому кафе відбувалися перестрілки», — запевнив він. Запевнення були враховані, оскільки кав'ярня працювала без проблем навіть під час загальносвітової економічної кризи у 1929—1930 роках. Також на той час тут містилися магазин хутряних виробів Райса і Циммермана, кравецький салон та інші. Згодом тут містилася Спілка торгівців збіжжям і рільничою продукцією, магазин ювелірних виробів Гершшпрунґа та магазин меблів Тенненбаума. У 1935—1936 роках приміщення першого та другого поверхів модернізував архітектор Фердинанд Касслер.
У 1954 році тут заснований Львівський будинок моделей одягу, що був центром трансляції культури одягу та моди для західних областей України. У 1962 році його перетворили на проєктно-конструкторський інститут легкої промисловості. У 1968 році знову став самостійною організацією. У лютому 1992 року його перейменували на Орендне виробничо-торговельне підприємство «Будинок моделей одягу». У грудні 1992 року — в організацію орендарів «Львівський Будинок моделей одягу „ГалМода“». У жовтні 1994 року — чергове перейменування у Товариство з обмеженою відповідальністю «Львівський Будинок моделей „ГалМода“». У 2008 році будинок моделей припинив своє існування. У 2012 році тут відкрився торговельний центр «Опера Пасаж».
№ 28 — Львівський національний академічний театр опери та балету імені Соломії Крушельницької (за Польщі — Великий міський театр, за радянських часів — Львівський академічний театр опери та балету імені Івана Франка). Зведення було розпочато у червні 1897 року за проєктом архітектора Зиґмунта Ґорґолевського. Нагляд над роботами здійснював Комітет будови театру, очолюваний тодішнім президентом міста Ґодзіміром Малаховським. Урочисте відкриття театру відбулося 4 жовтня 1900 року. 26—28 жовтня 1939 року в театрі відбулися так звані Народні Збори Західної України, які звернулися до Верховної Ради СРСР з «проханням» прийняти Західну Україну до складу СРСР.
№ 29 — чотириповерхова чиншова кам'яниця, збудована у 1901—1902 роках за проєктом Якуба Соломона Кроха та Маврикія Зильберштайна у перехідному стилі від історизму до сецесії на місці старого готелю. Фасад декорований балконами з металевою балюстрадою, ліпниною та завершений аттиком. Будинок оздоблений маскароном міфічного духа-покровителя, вміщеного над брамою, під балконом та жіночими погруддями, вміщеними в нішах над вікнами третього поверху, які створив скульптор Петро-Віталіс Гарасимович у 1902—1903 роках. Над вікнами другого поверху зберігся ліпний вензель «SO» — це ініціали замовника будинку С. Орауша. Будинок сполучений пасажем з кам'яницею на вулиці Курбаса, 8. Нині на першому поверсі будинку містяться суші-бар «Япона Хата», весільний салон «Оксі» та ювелірна крамниця «Сюрприз».
№ 31 — триповерхова кам'яниця на розі з вул. Тиктора, збудована у 1874 році за проєктом Йозефа Енґеля у стилі історизму. Оздоблена неоренесансними арабесками, що оточують вікна. Давніше тут був готель «Під Золотим Оленем». За радянських часів — магазин «Гудзики». Нині — крамниця ювелірних виробів фабрики «Столична».
№ 33 — триповерхова кам'яниця на розі з вул. Тиктора. Наприкінці XIX — початку XX століття перший поверх будинку займали популярні, як на той час кав'ярні «Едісон», а від 1910 року — кав'ярня «Abbazia», з залом площею у 300 м² та стінними розписами Зигмунта Балька. У 1960—2000-х роках на першому поверсі будинку містився фірмовий магазин кондитерської фабрики «Світоч». Нині тут міститься взуттєва крамниця «Честер».

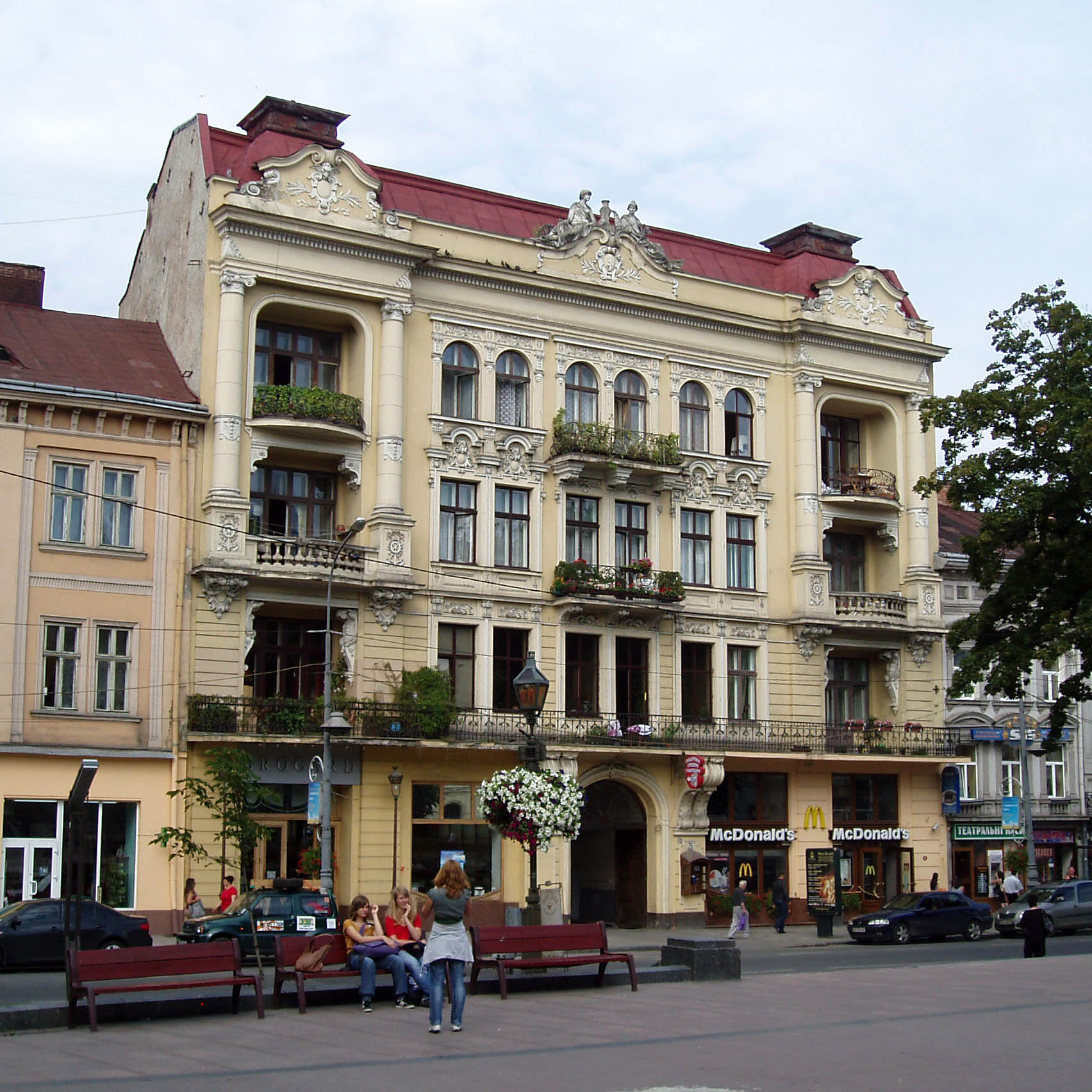
Будинок № 35 на пр. Свободи у Львові

№ 35 — чотириповерховий будинок, збудований у 1903 році за проєктом архітектора Артура Шлеєна. Раніше тут був торговельний пасаж Феллерів (нині — вулиця Кавова). На відміну від пасажу Миколяша (вул. Коперника, 1), він не був перекритий скляним дахом. Пасаж тягнувся від будинку № 35 до вул. Різницької (нині — вулиця Наливайка). У 1908—1909 роках фронтову кам'яницю перебудували під керівництвом архітектора Фердинанда Касслера. Тоді встановили дві алегоричні жіночі скульптури на аттику — «Комерція» та «Комунікація», їх автором вважається Петро Війтович. На аттику в картуші читається монограма «SF» замовника будинку Шимона Феллера.
№ 37 — від 1890-х років й до 1939 року тут працював готель «Під Золотим Ягням».
№ 45 — будинок збудовано у 1875 році за проєктом архітектора Емануеля Галля, у 1909—1914 роках будівля зазнала реконструкції, яку проводила фірма Станіслава Уляма у стилі модернового класицизму. Від того часу й до середини XX століття готель мав назву «Нью-Йорк». У середині 1920-х років це був перший готель у Львові, кожен номер якого було обладнано телефонним зв'язком. Після другої світової війни його було перейменовано на «Дніпро» і під цією назвою він залишався до середини 1990-х років. У 2006 році, після масштабної реконструкції, готель відкрився під новою назвою «Опера», а на початку 2014 року змінив назву на «Panorama Lviv Hotel».